# Torneo Clausura 2022 Serie A de México
El Torneo Clausura 2022 de la Serie A de México, parte de la Segunda División de México llamada oficialmente Liga Premier, fue el 47.º torneo de la competencia correspondiente a la LXXII temporada de la categoría y con el que se cerró la temporada 2021-2022 de la categoría. Este torneo fue disputado por 27 equipos. Mazorqueros Fútbol Club fue el campeón del torneo tras derrotar a los Cafetaleros de Chiapas por 4-2 en tanda de penales, luego de empatar 0-0 en el marcador global.

## Sistema de competición
El sistema de competición de este torneo se desarrolla en dos fases:
- Fase de calificación: que se integra por las 13 jornadas del torneo regular. Durante esta ronda se enfrentarán los integrantes de sus respectivos grupos una sola vez.[4]
- Fase final: que se integrará por los partidos de ida y vuelta en rondas de cuartos de final, de semifinal y final de Ascenso[4]

### Fase de calificación
En la fase de calificación se observa el sistema de puntos. La ubicación en la tabla general está sujeta a lo siguiente:
- Por juego ganado se obtienen tres puntos (Si el visitante gana por diferencia de 2 o más goles se lleva el punto extra).
- Por juego empatado se obtiene un punto (En caso de empate a 2 o más goles se juegan en penales el punto extra).
- Por juego perdido no se otorgan puntos.

El orden de los clubes al final de la Fase de Calificación del torneo corresponderá a la suma de los puntos obtenidos por cada uno de ellos y se presentará en forma descendente. Si al finalizar las 13 jornadas del torneo, dos o más clubes estuviesen empatados en puntos, su posición en la Tabla general será determinada atendiendo a los siguientes criterios de desempate:
1. Mejor diferencia entre los goles anotados y recibidos.
2. Mayor número de goles anotados.
3. Marcadores particulares entre los Clubes empatados.
4. Mayor número de goles anotados como visitante.
5. Mejor ubicado en la Tabla general de cociente.
6. Tabla Fair Play.
7. Sorteo.

Para determinar los lugares que ocuparán los clubes que participen en la fase final del torneo se tomará como base la Tabla de Cocientes.
Participarán automáticamente por el título de Campeón de la Liga Premier Serie A los cuatro primeros lugares de cada uno de los dos grupos, siempre y cuando estén certificados para ascender a la Liga de Expansión MX.

### Fase final

#### Fase final de Ascenso
Los ocho clubes calificados para cada liguilla del torneo serán reubicados de acuerdo con el lugar que ocupen en la Tabla General de Cocientes de la Temporada al término de la jornada 13, con el puesto del número uno al club mejor clasificado, y así hasta el #8. Los partidos a esta fase se desarrollarán a visita, en las siguientes etapas:
- Cuartos de final
- Semifinales
- Final

Los clubes vencedores en los partidos de cuartos de final y semifinal serán aquellos que en los dos juegos anoten el mayor número de goles. De existir empate en el número de goles anotados, la posición se definirá a favor del club con mayor cantidad de goles a favor cuando actúe como visitante.
Si una vez aplicado el criterio anterior los clubes siguieran empatados, se observará la posición de los clubes en la tabla de cocientes.
Los partidos correspondientes a la Fase final se jugarán obligatoriamente los días miércoles y sábado, y jueves y domingo eligiendo, en su caso, exclusivamente en forma descendente, los cuatro clubes mejor clasificados en la Tabla de cocientes al término de la jornada 26, el día y horario de su partido como local. Los siguientes cuatro clubes podrán elegir únicamente el horario.
El club vencedor de la Final y por lo tanto campeón, será aquel que en los dos partidos anote el mayor número de goles. Si al término del tiempo reglamentario el partido está empatado, se agregarán dos tiempos extras de 15 minutos cada uno. De persistir el empate en estos periodos, se procederá a lanzar tiros penales hasta que resulte un vencedor.
Los partidos de cuartos de final se jugarán de la siguiente manera:
2° vs 7° 
3° vs 6° 
En las semifinales participarán los cuatro clubes vencedores de cuartos de final, reubicándolos del uno al cuatro, de acuerdo a su mejor posición en la Tabla de cocientes al término de la jornada 13 del torneo, enfrentándose:
2° vs 3°
Disputarán el título de Campeón de la temporada los dos clubes vencedores de la fase semifinal correspondiente, reubicándolos del uno al dos, de acuerdo a su mejor posición en la Tabla de cocientes al término de las 13 jornadas del torneo.

## Equipos participantes

### Equipos por Entidad Federativa
Se muestran las localizaciones en mapa de equipos de la Serie A de México 2020-21.
Para la temporada 2021-22, la entidad federativa de la República Mexicana con más equipos en la Serie A es Jalisco con seis equipos.
| Entidad Federativa | N.º | Equipos                                                                          |
| ------------------ | --- | -------------------------------------------------------------------------------- |
| Jalisco            | 6   | Catedráticos Elite, Leones Negros B, Mazorqueros, Tecos, Tritones Vallarta y Zap |
| Ciudad de México   | 2   | Cañoneros y Leviatán                                                             |
| Morelos            | 2   | Escorpiones y Sporting Canamy                                                    |
| Quintana Roo       | 2   | Inter Playa y Yalmakan                                                           |
| Tamaulipas         | 2   | Gavilanes y UAT                                                                  |
| Zacatecas          | 2   | Mineros de Fresnillo y UAZ                                                       |
| Chiapas            | 1   | Cafetaleros de Chiapas                                                           |
| Coahuila           | 1   | Saltillo                                                                         |
| Colima             | 1   | Colima F.C.                                                                      |
| Durango            | 1   | Durango                                                                          |
| Estado de México   | 1   | Deportivo Dongu                                                                  |
| Guanajuato         | 1   | Lobos ULMX                                                                       |
| Michoacán          | 1   | La Piedad                                                                        |
| Nayarit            | 1   | Coras                                                                            |
| Querétaro          | 1   | Inter Querétaro                                                                  |
| Sonora             | 1   | Cimarrones "B"                                                                   |
| Veracruz           | 1   | Montañeses                                                                       |

### Información sobre los equipos participantes

#### Grupo 1
| Equipo               | Entrenador            | Ciudad                      | Fundación      | Estadio                             | Capacidad | Filial               | Patrocinador     | Kit          |
| -------------------- | --------------------- | --------------------------- | -------------- | ----------------------------------- | --------- | -------------------- | ---------------- | ------------ |
| Catedráticos Elite   | Jorge Humberto Torres | Ameca, Jalisco              | 2018 (6 años)  | Núcleo Deportivo y de Espectáculos  | 7 000     |                      | Bandera de ?     | Dxtk         |
| Cimarrones "B"       | José Islas            | Hermosillo, Sonora          | 2015 (9 años)  | Héroe de Nacozari                   | 18 747    | Cimarrones F. C.     | Caliente         | Keuka        |
| Colima F.C.          | Ernesto Santana       | Colima, Colima              | 2020 (5 años)  | Olímpico Universitario de Colima    | 11 812    |                      | Forma Interior   | Reator       |
| Coras F.C.           | Omar Ávila            | Tepic, Nayarit              | 1959 (65 años) | Olímpico Santa Teresita             | 4 000     |                      | Nayarit          | Keuka        |
| Durango              | Jaír Real             | Durango, Durango            | 1997 (28 años) | Francisco Zarco                     | 18 000    |                      | Bio Pappel       | Silver Sport |
| Gavilanes            | Lucas Ayala           | Matamoros, Tamaulipas       | 2011 (13 años) | El Hogar                            | 22 000    |                      | KarzoGas         | Keuka        |
| Leones Negros "B"    | Ahuízotl Sánchez      | Zapopan, Jalisco            | 2013 (11 años) | Club Deportivo U. de G.             | 3 000     | Leones Negros UDG    | Electrolit       | Sporelli     |
| Mazorqueros          | Jaime Durán           | Ciudad Guzmán, Jalisco      | 2016 (9 años)  | Municipal Santa Rosa                | 4 000     |                      |                  | Omega        |
| Mineros de Fresnillo | Joaquín Moreno        | Fresnillo, Zacatecas        | 2007 (18 años) | Minera Fresnillo                    | 6 000     | Mineros de Zacatecas | Fresnillo plc    | Spiro        |
| Saltillo             | Jair García           | Saltillo, Coahuila          | 2019 (5 años)  | Olímpico Francisco I. Madero        | 7 000     |                      | PEiSA            | Romed        |
| Tecos                | Héctor Medrano        | Zapopan, Jalisco            | 1971 (53 años) | Tres de Marzo                       | 18 779    |                      |                  | Silver Sport |
| Tritones Vallarta    | Ulises Sánchez        | Puerto Vallarta, Jalisco    | 2021 (4 años)  | Ciudad Deportiva San José del Valle | 4 000     |                      | Bioinnova        | Joma         |
| UAT                  | Jorge Dimas           | Ciudad Victoria, Tamaulipas | 1995 (30 años) | Marte R. Gómez                      | 10 520    |                      | RVG Combustibles | Silver Sport |
| UAZ                  | Rubén Hernández       | Zacatecas, Zacatecas        | 1990 (35 años) | Carlos Vega Villalba                | 20 737    |                      |                  | Marval       |

#### Grupo 2
| Equipo                 | Entrenador            | Ciudad                           | Fundación      | Estadio                        | Capacidad | Filial       | Patrocinador   | Kit            |
| ---------------------- | --------------------- | -------------------------------- | -------------- | ------------------------------ | --------- | ------------ | -------------- | -------------- |
| Cafetaleros de Chiapas | Miguel Ángel Casanova | Tuxtla Gutiérrez, Chiapas        | 2015 (10 años) | Víctor Manuel Reyna            | 29 001    | Cancún F. C. | Chiapas        | Silver Sport   |
| Cañoneros              | Carlos Valdez         | Ciudad de México                 | 2012 (13 años) | Momoxco                        | 3 500     |              |                | Joma           |
| Deportivo Dongu        | José Gómez            | Cuautitlán, Estado de México     | 2019 (6 años)  | Los Pinos                      | 5 000     |              |                | Reator         |
| Escorpiones            | Héctor Mancilla       | Cuernavaca, Morelos              | 2021 (4 años)  | Centenario                     | 14 800    |              |                | Silver Sport   |
| Inter Playa            | Carlos Bracamontes    | Playa del Carmen, Quintana Roo   | 1999 (26 años) | Mario Villanueva Madrid        | 7 500     |              | SIMCA          | Spiro          |
| Inter Querétaro        | José Antonio Soria    | Santiago de Querétaro, Querétaro | 2020 (4 años)  | Olímpico Alameda               | 4 600     |              | Agua Los Arcos | Gapac          |
| La Piedad              | Enrique Pérez         | La Piedad, Michoacán             | 1951 (73 años) | Juan N. López                  | 13 356    |              | Folapsa        | Silver Sport   |
| Leviatán               | José Alberto Pérez    | Ciudad de México                 | 2020 (4 años)  | Jesús Martínez "Palillo"       | 6 000     |              |                | EOS Sportswear |
| Lobos ULMX             | Rowan Vargas          | Celaya, Guanajuato               | 2021 (4 años)  | Miguel Alemán Valdés           | 23 182    | Celaya F. C. | TVCuatro       | Keuka          |
| Montañeses             | Víctor Hernández      | Orizaba, Veracruz                | 2021 (3 años)  | Complejo Deportivo Orizaba Sur | 3 000     |              | Fénix Super    | Tyasa          |
| Sporting Canamy        | David Zaragoza        | Oaxtepec, Morelos                | 2003 (21 años) | Centro Vacacional IMSS         | 9 000     |              | Kutsi          | Canamy Sports  |
| Yalmakan               | Juan Carlos Montiel   | Chetumal, Quintana Roo           | 2013 (11 años) | José López Portillo            | 6 600     |              | Magnicharters  | Keuka          |
| Zap                    | Jorge Hernández       | Zapotlanejo, Jalisco             | 2020 (5 años)  | Miguel Hidalgo                 | 1 700     |              | JG Clean       | Sporelli       |

#### Cambios de entrenadores
| Equipo            | Entrenador (jornadas)                                 |
| ----------------- | ----------------------------------------------------- |
| Inter Querétaro   | Edgar Valerio (1 - 4) José Antonio Soria (5 - 13)     |
| Gavilanes         | Jorge Martínez Merino (1 - 5) Lucas Ayala (6 - 13)    |
| Colima            | René Isidoro García (1 - 8) Ernesto Santana (9 - 13)  |
| Escorpiones       | Héctor Anguiano (1 - 9) Héctor Mancilla (10 - 13)     |
| Leones Negros "B" | Josué Castillejos (1 - 10) Ahuízotl Sánchez (11 - 13) |
| Sporting Canamy   | Carlos Reinoso Jr. (1 - 12) David Zaragoza (13)       |

## Torneo Regular
- Horarios en tiempo local.
- Calendario disponible en la página oficial de la competencia.[13][14]

| Jornada 1              | Jornada 1     | Jornada 1            | Jornada 1                           | Jornada 1    | Jornada 1 | Jornada 1    | Jornada 1  | Jornada 1 | Jornada 1 |
| Grupo A                | Grupo A       | Grupo A              | Grupo A                             | Grupo A      | Grupo A   | Grupo A      | Grupo A    | Grupo A   | Grupo A   |
| Local                  | Resultado     | Visitante            | Estadio                             | Fecha        | Hora      | Espectadores | Amonestado | Expulsado |           |
| ---------------------- | ------------- | -------------------- | ----------------------------------- | ------------ | --------- | ------------ | ---------- | --------- | --------- |
| Cimarrones "B"         | 1 - 1         | Durango              | Héroe de Nacozari                   | 15 de enero  | 10:00     | 0            | 7          | 2         |           |
| Mazorqueros            | 3 - 2         | Colima F.C.          | Municipal Santa Rosa                | 15 de enero  | 15:30     | 70           | 7          | 1         |           |
| Catedráticos Elite     | 0 - 2         | Coras F.C.           | Núcleo Deportivo y de Espectáculos  | 15 de enero  | 16:00     | 50           | 4          | 0         |           |
| Tecos                  | 2 - 1         | UAT                  | Tres de Marzo                       | 1 de marzo   | 17:00     | 100          | 5          | 0         |           |
| Saltillo               | 1 - 0         | UAZ                  | Olímpico Francisco I. Madero        | 2 de marzo   | 16:00     | 200          | 10         | 3         |           |
| Tritones Vallarta      | 4 - 1         | Mineros de Fresnillo | Ciudad Deportiva San José del Valle | 9 de marzo   | 15:30     | 100          | 5          | 0         |           |
| Gavilanes              | (5) 2 - 2 (4) | Leones Negros "B"    | C.C. SUTUdeG                        | 7 de abril   | 11:00     | 100          | 1          | 1         |           |
| Grupo B                |               |                      |                                     |              |           |              |            |           |           |
| Local                  | Resultado     | Visitante            | Estadio                             | Fecha        | Hora      | Espectadores | Amonestado | Expulsado |           |
| Cafetaleros de Chiapas | 4 - 2         | Escorpiones          | Víctor Manuel Reyna                 | 15 de enero  | 16:00     | 2 000        | 2          | 0         |           |
| Sporting Canamy        | (3) 2 - 2 (2) | Lobos ULMX           | Centro Vacacional IMSS              | 15 de enero  | 16:15     | 50           | 4          | 0         |           |
| Montañeses             | 3 - 0         | Deportivo Dongu      | Complejo Deportivo Orizaba Sur      | 16 de enero  | 12:00     | 300          | 5          | 0         |           |
| Yalmakan               | 0 - 0         | Inter Playa          | José López Portillo                 | 16 de enero  | 15:00     | 400          | 4          | 0         |           |
| Inter Querétaro        | 0 - 1         | Cañoneros            | Olímpico Alameda                    | 23 de marzo  | 12:00     | 0            | 1          | 0         |           |
| Leviatán               | 0 - 3         | La Piedad            | Jesús Martínez "Palillo"            | No efectuado | N/A       | 0            | 0          | 0         |           |
| DESCANSO:              | DESCANSO:     | DESCANSO:            | DESCANSO:                           | Zap          | Zap       | Zap          | Zap        | Zap       |           |

| Jornada 2            | Jornada 2     | Jornada 2              | Jornada 2                        | Jornada 2       | Jornada 2       | Jornada 2       | Jornada 2       | Jornada 2       | Jornada 2 | Jornada 2 |
| Grupo A              | Grupo A       | Grupo A                | Grupo A                          | Grupo A         | Grupo A         | Grupo A         | Grupo A         | Grupo A         | Grupo A   | Grupo A   |
| Local                | Resultado     | Visitante              | Estadio                          | Fecha           | Hora            | Espectadores    | Amonestado      | Expulsado       |           |           |
| -------------------- | ------------- | ---------------------- | -------------------------------- | --------------- | --------------- | --------------- | --------------- | --------------- | --------- | --------- |
| Durango              | 3 - 1         | Saltillo               | Francisco Zarco                  | 21 de enero     | 20:00           | 600             | 4               | 0               |           |           |
| Leones Negros "B"    | 0 - 1         | Mazorqueros            | Club Deportivo U. de G.          | 22 de enero     | 11:00           | 50              | 4               | 0               |           |           |
| UAT                  | 0 - 2         | Cimarrones "B"         | Marte R. Gómez                   | 22 de enero     | 16:00           | 0               | 3               | 0               |           |           |
| Mineros de Fresnillo | (3) 2 - 2 (2) | Catedráticos Elite     | Minera Fresnillo                 | 22 de enero     | 17:00           | 50              | 4               | 1               |           |           |
| UAZ                  | (4) 2 - 2 (5) | Tritones Vallarta      | Carlos Vega Villalba             | 23 de marzo     | 15:30           | 50              | 6               | 1               |           |           |
| Colima F.C.          | 0 - 1         | Tecos                  | Olímpico Universitario de Colima | 23 de marzo     | 18:00           | 100             | 4               | 1               |           |           |
| Coras F.C.           | 1 - 1         | Gavilanes              | Olímpico Santa Teresita          | 29 de marzo     | 20:30           | 200             | 7               | 1               |           |           |
| Grupo B              |               |                        |                                  |                 |                 |                 |                 |                 |           |           |
| Local                | Resultado     | Visitante              | Estadio                          | Fecha           | Hora            | Espectadores    | Amonestado      | Expulsado       |           |           |
| Inter Playa          | 0 - 0         | Cafetaleros de Chiapas | Mario Villanueva Madrid          | 22 de enero     | 11:00           | 200             | 1               | 1               |           |           |
| Deportivo Dongu      | 2 - 1         | Leviatán               | Los Pinos                        | 22 de enero     | 15:00           | 300             | 4               | 0               |           |           |
| Lobos ULMX           | 0 - 1         | Yalmakan               | Miguel Alemán Valdés             | 23 de enero     | 15:00           | 150             | 1               | 0               |           |           |
| La Piedad            | 1 - 1         | Sporting Canamy        | Juan N. López                    | 23 de enero     | 16:00           | 500             | 3               | 0               |           |           |
| Cañoneros            | 1 - 1         | Montañeses             | Momoxco                          | 16 de marzo     | 12:00           | 20              | 4               | 0               |           |           |
| Escorpiones          | 1 - 0         | Zap                    | Centenario                       | 30 de marzo     | 15:00           | 150             | 2               | 0               |           |           |
| DESCANSO:            | DESCANSO:     | DESCANSO:              | DESCANSO:                        | Inter Querétaro | Inter Querétaro | Inter Querétaro | Inter Querétaro | Inter Querétaro |           |           |

| Jornada 3          | Jornada 3 | Jornada 3              | Jornada 3                           | Jornada 3     | Jornada 3  | Jornada 3    | Jornada 3  | Jornada 3  | Jornada 3 |
| Grupo A            | Grupo A   | Grupo A                | Grupo A                             | Grupo A       | Grupo A    | Grupo A      | Grupo A    | Grupo A    | Grupo A   |
| Local              | Resultado | Visitante              | Estadio                             | Fecha         | Hora       | Espectadores | Amonestado | Expulsado  |           |
| ------------------ | --------- | ---------------------- | ----------------------------------- | ------------- | ---------- | ------------ | ---------- | ---------- | --------- |
| Tecos              | 1 - 1     | Leones Negros "B"      | Tres de Marzo                       | 28 de enero   | 19:00      | 500          | 4          | 0          |           |
| Tritones Vallarta  | 1 - 0     | Durango                | Ciudad Deportiva San José del Valle | 29 de enero   | 15:30      | 300          | 5          | 1          |           |
| Mazorqueros        | 1 - 1     | Coras F.C.             | Municipal Santa Rosa                | 29 de enero   | 15:30      | 200          | 4          | 0          |           |
| Catedráticos Elite | 0 - 2     | UAZ                    | Núcleo Deportivo y de Espectáculos  | 29 de enero   | 16:00      | 30           | 3          | 1          |           |
| Saltillo           | 2 - 1     | Cimarrones "B"         | Olímpico Francisco I. Madero        | 29 de enero   | 16:00      | 400          | 6          | 1          |           |
| Gavilanes          | 1 - 0     | Mineros de Fresnillo   | El Hogar                            | 29 de enero   | 16:00      | 0            | 4          | 0          |           |
| Colima F.C.        | 1 - 0     | UAT                    | Olímpico Universitario de Colima    | 29 de enero   | 19:00      | 300          | 3          | 0          |           |
| Grupo B            |           |                        |                                     |               |            |              |            |            |           |
| Local              | Resultado | Visitante              | Estadio                             | Fecha         | Hora       | Espectadores | Amonestado | Expulsado  |           |
| Inter Querétaro    | 0 - 2     | Escorpiones            | Unidad Deportiva La Cañada          | 29 de enero   | 15:00      | 0            | 6          | 0          |           |
| Sporting Canamy    | 2 - 1     | Deportivo Dongu        | Centro Vacacional IMSS              | 29 de enero   | 16:15      | 100          | 3          | 0          |           |
| Yalmakan           | 0 - 0     | La Piedad              | José López Portillo                 | 30 de enero   | 15:00      | 300          | 3          | 0          |           |
| Lobos ULMX         | 1 - 4     | Inter Playa            | Miguel Alemán Valdés                | 30 de enero   | 15:00      | 50           | 2          | 2          |           |
| Zap                | 1 - 4     | Cafetaleros de Chiapas | Miguel Hidalgo                      | 30 de enero   | 15:30      | 100          | 3          | 0          |           |
| Leviatán           | 0 - 3     | Cañoneros              | Jesús Martínez "Palillo"            | 23 de febrero | 15:00      | 100          | 4          | 1          |           |
| DESCANSO:          | DESCANSO: | DESCANSO:              | DESCANSO:                           | Montañeses    | Montañeses | Montañeses   | Montañeses | Montañeses |           |

| Jornada 4              | Jornada 4 | Jornada 4          | Jornada 4               | Jornada 4    | Jornada 4 | Jornada 4    | Jornada 4  | Jornada 4 | Jornada 4 | Jornada 4 |
| Grupo A                | Grupo A   | Grupo A            | Grupo A                 | Grupo A      | Grupo A   | Grupo A      | Grupo A    | Grupo A   | Grupo A   | Grupo A   |
| Local                  | Resultado | Visitante          | Estadio                 | Fecha        | Hora      | Espectadores | Amonestado | Expulsado |           |           |
| ---------------------- | --------- | ------------------ | ----------------------- | ------------ | --------- | ------------ | ---------- | --------- | --------- | --------- |
| Durango                | 6 - 0     | Catedráticos Elite | Francisco Zarco         | 4 de febrero | 20:00     | 300          | 8          | 1         |           |           |
| Coras F.C.             | 1 - 0     | Tecos              | Olímpico Santa Teresita | 4 de febrero | 20:30     | 500          | 3          | 0         |           |           |
| Cimarrones "B"         | 1 - 3     | Tritones Vallarta  | Héroe de Nacozari       | 5 de febrero | 10:00     | 50           | 3          | 1         |           |           |
| Leones Negros "B"      | 1 - 2     | Colima F.C.        | Club Deportivo U. de G. | 5 de febrero | 11:00     | 50           | 3          | 1         |           |           |
| UAZ                    | 1 - 1     | Gavilanes          | Carlos Vega Villalba    | 5 de febrero | 15:30     | 100          | 8          | 2         |           |           |
| UAT                    | 1 - 1     | Saltillo           | Marte R. Gómez          | 5 de febrero | 16:00     | 0            | 3          | 2         |           |           |
| Mineros de Fresnillo   | 1 - 3     | Mazorqueros        | Minera Fresnillo        | 5 de febrero | 17:00     | 50           | 6          | 0         |           |           |
| Grupo B                |           |                    |                         |              |           |              |            |           |           |           |
| Local                  | Resultado | Visitante          | Estadio                 | Fecha        | Hora      | Espectadores | Amonestado | Expulsado |           |           |
| Inter Playa            | 3 - 2     | Zap                | Mario Villanueva Madrid | 4 de febrero | 15:00     | 400          | 3          | 0         |           |           |
| Cañoneros              | 1 - 3     | Sporting Canamy    | Momoxco                 | 5 de febrero | 12:00     | 70           | 6          | 0         |           |           |
| Escorpiones            | 3 - 2     | Montañeses         | Centenario              | 5 de febrero | 15:00     | 150          | 6          | 1         |           |           |
| Deportivo Dongu        | 0 - 2     | Yalmakan           | Los Pinos               | 5 de febrero | 15:00     | 120          | 7          | 1         |           |           |
| Cafetaleros de Chiapas | 4 - 0     | Inter Querétaro    | Víctor Manuel Reyna     | 5 de febrero | 16:00     | 1 000        | 3          | 0         |           |           |
| La Piedad              | 1 - 2     | Lobos ULMX         | Juan N. López           | 7 de febrero | 16:00     | 0            | 2          | 1         |           |           |
| DESCANSO:              | DESCANSO: | DESCANSO:          | DESCANSO:               | Leviatán     | Leviatán  | Leviatán     | Leviatán   | Leviatán  |           |           |

| Jornada 5          | Jornada 5     | Jornada 5              | Jornada 5                           | Jornada 5       | Jornada 5       | Jornada 5       | Jornada 5       | Jornada 5       | Jornada 5 | Jornada 5 |
| Grupo A            | Grupo A       | Grupo A                | Grupo A                             | Grupo A         | Grupo A         | Grupo A         | Grupo A         | Grupo A         | Grupo A   | Grupo A   |
| Local              | Resultado     | Visitante              | Estadio                             | Fecha           | Hora            | Espectadores    | Amonestado      | Expulsado       |           |           |
| ------------------ | ------------- | ---------------------- | ----------------------------------- | --------------- | --------------- | --------------- | --------------- | --------------- | --------- | --------- |
| Tecos              | (4) 2 - 2 (3) | Mineros de Fresnillo   | Tres de Marzo                       | 11 de febrero   | 19:00           | 200             | 5               | 1               |           |           |
| Leones Negros "B"  | 0 - 1         | UAT                    | Club Deportivo U. de G.             | 12 de febrero   | 11:00           | 50              | 2               | 3               |           |           |
| Mazorqueros        | 4 - 0         | UAZ                    | Municipal Santa Rosa                | 12 de febrero   | 15:30           | 300             | 5               | 0               |           |           |
| Gavilanes          | 1 - 1         | Durango                | El Hogar                            | 12 de febrero   | 15:30           | 0               | 5               | 2               |           |           |
| Catedráticos Elite | 1 - 2         | Cimarrones "B"         | Núcleo Deportivo y de Espectáculos  | 12 de febrero   | 16:00           | 100             | 7               | 2               |           |           |
| Colima F.C.        | 0 - 1         | Coras F.C.             | Olímpico Universitario de Colima    | 12 de febrero   | 19:00           | 50              | 6               | 1               |           |           |
| Tritones Vallarta  | 2 - 1         | Saltillo               | Ciudad Deportiva San José del Valle | 14 de febrero   | 15:30           | 300             | 9               | 1               |           |           |
| Grupo B            |               |                        |                                     |                 |                 |                 |                 |                 |           |           |
| Local              | Resultado     | Visitante              | Estadio                             | Fecha           | Hora            | Espectadores    | Amonestado      | Expulsado       |           |           |
| Inter Querétaro    | 0 - 3         | Zap                    | Olímpico Alameda                    | 12 de febrero   | 15:00           | 250             | 1               | 0               |           |           |
| Leviatán           | 1 - 5         | Escorpiones            | Jesús Martínez "Palillo"            | 12 de febrero   | 15:00           | 100             | 2               | 0               |           |           |
| Montañeses         | 1 - 1         | Cafetaleros de Chiapas | Complejo Deportivo Orizaba Sur      | 13 de febrero   | 12:00           | 800             | 7               | 0               |           |           |
| Yalmakan           | 3 - 0         | Cañoneros              | José López Portillo                 | 13 de febrero   | 15:00           | 400             | 5               | 0               |           |           |
| Lobos ULMX         | 2 - 0         | Deportivo Dongu        | Miguel Alemán Valdés                | 13 de febrero   | 15:00           | 80              | 3               | 0               |           |           |
| La Piedad          | 2 - 0         | Inter Playa            | Juan N. López                       | 13 de febrero   | 16:00           | 300             | 7               | 0               |           |           |
| DESCANSO:          | DESCANSO:     | DESCANSO:              | DESCANSO:                           | Sporting Canamy | Sporting Canamy | Sporting Canamy | Sporting Canamy | Sporting Canamy |           |           |

| Jornada 6              | Jornada 6 | Jornada 6          | Jornada 6                    | Jornada 6     | Jornada 6 | Jornada 6    | Jornada 6  | Jornada 6 | Jornada 6 | Jornada 6 |
| Grupo A                | Grupo A   | Grupo A            | Grupo A                      | Grupo A       | Grupo A   | Grupo A      | Grupo A    | Grupo A   | Grupo A   | Grupo A   |
| Local                  | Resultado | Visitante          | Estadio                      | Fecha         | Hora      | Espectadores | Amonestado | Expulsado |           |           |
| ---------------------- | --------- | ------------------ | ---------------------------- | ------------- | --------- | ------------ | ---------- | --------- | --------- | --------- |
| Cimarrones "B"         | 0 - 0     | Gavilanes          | Héroe de Nacozari            | 18 de febrero | 11:00     | 0            | 3          | 0         |           |           |
| Durango                | 1 - 1     | Mazorqueros        | Francisco Zarco              | 18 de febrero | 20:00     | 1 500        | 5          | 4         |           |           |
| Coras F.C.             | 3 - 0     | Leones Negros "B"  | Olímpico Santa Teresita      | 18 de febrero | 20:30     | 500          | 10         | 0         |           |           |
| UAZ                    | 5 - 0     | Tecos              | Carlos Vega Villalba         | 19 de febrero | 15:30     | 50           | 6          | 0         |           |           |
| UAT                    | 1 - 3     | Tritones Vallarta  | Marte R. Gómez               | 19 de febrero | 16:00     | 50           | 5          | 1         |           |           |
| Saltillo               | 3 - 0     | Catedráticos Elite | Olímpico Francisco I. Madero | 19 de febrero | 16:00     | 400          | 2          | 0         |           |           |
| Mineros de Fresnillo   | 0 - 0     | Colima F.C.        | Minera Fresnillo             | 19 de febrero | 17:00     | 50           | 2          | 0         |           |           |
| Grupo B                |           |                    |                              |               |           |              |            |           |           |           |
| Local                  | Resultado | Visitante          | Estadio                      | Fecha         | Hora      | Espectadores | Amonestado | Expulsado |           |           |
| Inter Playa            | 3 - 0     | Inter Querétaro    | Mario Villanueva Madrid      | 18 de febrero | 15:00     | 250          | 2          | 0         |           |           |
| Cañoneros              | 0 - 1     | Lobos ULMX         | Momoxco                      | 19 de febrero | 12:00     | 100          | 3          | 1         |           |           |
| Deportivo Dongu        | 0 - 4     | La Piedad          | Los Pinos                    | 19 de febrero | 15:00     | 150          | 6          | 0         |           |           |
| Cafetaleros de Chiapas | 4 - 0     | Leviatán           | Víctor Manuel Reyna          | 19 de febrero | 16:00     | 1 000        | 6          | 1         |           |           |
| Zap                    | 0 - 1     | Montañeses         | Miguel Hidalgo               | 20 de febrero | 15:30     | 100          | 1          | 0         |           |           |
| Escorpiones            | 0 - 1     | Sporting Canamy    | Centenario                   | 21 de febrero | 18:00     | 200          | 3          | 1         |           |           |
| DESCANSO:              | DESCANSO: | DESCANSO:          | DESCANSO:                    | Yalmakan      | Yalmakan  | Yalmakan     | Yalmakan   | Yalmakan  |           |           |

| Jornada 7          | Jornada 7 | Jornada 7              | Jornada 7                          | Jornada 7     | Jornada 7  | Jornada 7    | Jornada 7  | Jornada 7  | Jornada 7 | Jornada 7 |
| Grupo A            | Grupo A   | Grupo A                | Grupo A                            | Grupo A       | Grupo A    | Grupo A      | Grupo A    | Grupo A    | Grupo A   | Grupo A   |
| Local              | Resultado | Visitante              | Estadio                            | Fecha         | Hora       | Espectadores | Amonestado | Expulsado  |           |           |
| ------------------ | --------- | ---------------------- | ---------------------------------- | ------------- | ---------- | ------------ | ---------- | ---------- | --------- | --------- |
| Tecos              | 0 - 2     | Durango                | Tres de Marzo                      | 25 de febrero | 19:00      | 200          | 6          | 0          |           |           |
| Coras F.C.         | 2 - 0     | UAT                    | Olímpico Santa Teresita            | 25 de febrero | 20:30      | 1 200        | 2          | 1          |           |           |
| Leones Negros "B"  | 0 - 0     | Mineros de Fresnillo   | Club Deportivo U. de G.            | 26 de febrero | 11:00      | 50           | 4          | 5          |           |           |
| Gavilanes          | 1 - 2     | Saltillo               | El Hogar                           | 26 de febrero | 15:30      | 100          | 3          | 0          |           |           |
| Catedráticos Elite | 1 - 3     | Tritones Vallarta      | Núcleo Deportivo y de Espectáculos | 26 de febrero | 16:00      | 50           | 0          | 1          |           |           |
| Colima F.C.        | 1 - 1     | UAZ                    | Olímpico Universitario de Colima   | 26 de febrero | 19:00      | 150          | 7          | 0          |           |           |
| Mazorqueros        | 2 - 1     | Cimarrones "B"         | Municipal Santa Rosa               | 28 de febrero | 15:30      | 300          | 4          | 2          |           |           |
| Grupo B            |           |                        |                                    |               |            |              |            |            |           |           |
| Local              | Resultado | Visitante              | Estadio                            | Fecha         | Hora       | Espectadores | Amonestado | Expulsado  |           |           |
| Leviatán           | 0 - 4     | Zap                    | Momoxco                            | 26 de febrero | 12:00      | 50           | 4          | 0          |           |           |
| Deportivo Dongu    | 1 - 4     | Inter Playa            | Los Pinos                          | 26 de febrero | 15:00      | 100          | 4          | 0          |           |           |
| Sporting Canamy    | 1 - 1     | Cafetaleros de Chiapas | Centro Vacacional IMSS             | 26 de febrero | 16:15      | 150          | 5          | 0          |           |           |
| Montañeses         | 1 - 2     | Inter Querétaro        | Complejo Deportivo Orizaba Sur     | 27 de febrero | 12:00      | 400          | 0          | 0          |           |           |
| Yalmakan           | 0 - 1     | Escorpiones            | José López Portillo                | 27 de febrero | 15:00      | 350          | 4          | 0          |           |           |
| La Piedad          | 5 - 0     | Cañoneros              | Juan N. López                      | 27 de febrero | 16:00      | 500          | 4          | 1          |           |           |
| DESCANSO:          | DESCANSO: | DESCANSO:              | DESCANSO:                          | Lobos ULMX    | Lobos ULMX | Lobos ULMX   | Lobos ULMX | Lobos ULMX |           |           |

| Jornada 8              | Jornada 8     | Jornada 8          | Jornada 8                           | Jornada 8   | Jornada 8 | Jornada 8    | Jornada 8  | Jornada 8 | Jornada 8 | Jornada 8 |
| Grupo A                | Grupo A       | Grupo A            | Grupo A                             | Grupo A     | Grupo A   | Grupo A      | Grupo A    | Grupo A   | Grupo A   | Grupo A   |
| Local                  | Resultado     | Visitante          | Estadio                             | Fecha       | Hora      | Espectadores | Amonestado | Expulsado |           |           |
| ---------------------- | ------------- | ------------------ | ----------------------------------- | ----------- | --------- | ------------ | ---------- | --------- | --------- | --------- |
| Mineros de Fresnillo   | 5 - 3         | Coras F.C.         | Minera Fresnillo                    | 4 de marzo  | 17:00     | 100          | 7          | 0         |           |           |
| Durango                | 6 - 1         | Colima F.C.        | Francisco Zarco                     | 4 de marzo  | 20:00     | 1 000        | 5          | 0         |           |           |
| Cimarrones "B"         | 0 - 1         | Tecos              | Héroe de Nacozari                   | 5 de marzo  | 10:00     | 0            | 2          | 0         |           |           |
| Tritones Vallarta      | 1 - 0         | Gavilanes          | Ciudad Deportiva San José del Valle | 5 de marzo  | 15:30     | 300          | 5          | 0         |           |           |
| Saltillo               | 1 - 5         | Mazorqueros        | Olímpico Francisco I. Madero        | 5 de marzo  | 16:00     | 400          | 3          | 0         |           |           |
| UAT                    | 1 - 1         | Catedráticos Elite | Cefor Correcaminos                  | 16 de marzo | 11:00     | 0            | 8          | 0         |           |           |
| UAZ                    | 2 - 3         | Leones Negros "B"  | Carlos Vega Villalba                | 29 de marzo | 15:30     | 50           | 4          | 0         |           |           |
| Grupo B                |               |                    |                                     |             |           |              |            |           |           |           |
| Local                  | Resultado     | Visitante          | Estadio                             | Fecha       | Hora      | Espectadores | Amonestado | Expulsado |           |           |
| Inter Playa            | 4 - 1         | Montañeses         | Mario Villanueva Madrid             | 4 de marzo  | 16:00     | 300          | 5          | 0         |           |           |
| Cañoneros              | 1 - 0         | Deportivo Dongu    | Momoxco                             | 5 de marzo  | 12:00     | 100          | 3          | 0         |           |           |
| Escorpiones            | 0 - 1         | Lobos ULMX         | Mariano Matamoros                   | 5 de marzo  | 15:00     | 150          | 3          | 0         |           |           |
| Inter Querétaro        | (7) 2 - 2 (6) | Leviatán           | Unidad Deportiva La Cañada          | 5 de marzo  | 15:00     | 50           | 3          | 0         |           |           |
| Cafetaleros de Chiapas | 1 - 0         | Yalmakan           | Víctor Manuel Reyna                 | 5 de marzo  | 18:00     | 2 000        | 6          | 2         |           |           |
| Zap                    | 2 - 1         | Sporting Canamy    | Miguel Hidalgo                      | 24 de marzo | 10:00     | 50           | 2          | 0         |           |           |
| DESCANSO:              | DESCANSO:     | DESCANSO:          | DESCANSO:                           | La Piedad   | La Piedad | La Piedad    | La Piedad  | La Piedad |           |           |

| Jornada 9            | Jornada 9     | Jornada 9              | Jornada 9                        | Jornada 9       | Jornada 9       | Jornada 9       | Jornada 9       | Jornada 9       | Jornada 9 | Jornada 9 |
| Grupo A              | Grupo A       | Grupo A                | Grupo A                          | Grupo A         | Grupo A         | Grupo A         | Grupo A         | Grupo A         | Grupo A   | Grupo A   |
| Local                | Resultado     | Visitante              | Estadio                          | Fecha           | Hora            | Espectadores    | Amonestado      | Expulsado       |           |           |
| -------------------- | ------------- | ---------------------- | -------------------------------- | --------------- | --------------- | --------------- | --------------- | --------------- | --------- | --------- |
| Tecos                | 1 - 2         | Saltillo               | Tres de Marzo                    | 11 de marzo     | 19:00           | 0               | 5               | 2               |           |           |
| Coras F.C.           | (2) 2 - 2 (3) | UAZ                    | Olímpico Santa Teresita          | 11 de marzo     | 20:30           | 550             | 4               | 1               |           |           |
| Leones Negros "B"    | 2 - 4         | Durango                | Club Deportivo U. de G.          | 12 de marzo     | 11:00           | 50              | 4               | 1               |           |           |
| Mazorqueros          | 1 - 0         | Tritones Vallarta      | Municipal Santa Rosa             | 12 de marzo     | 15:30           | 500             | 5               | 0               |           |           |
| Colima F.C.          | 0 - 1         | Cimarrones "B"         | Olímpico Universitario de Colima | 12 de marzo     | 19:00           | 300             | 4               | 0               |           |           |
| Mineros de Fresnillo | 1 - 3         | UAT                    | Minera Fresnillo                 | 13 de marzo     | 17:00           | 100             | 4               | 0               |           |           |
| Gavilanes            | 3 - 0         | Catedráticos Elite     | El Hogar                         | 14 de marzo     | 15:30           | 200             | 3               | 0               |           |           |
| Grupo B              |               |                        |                                  |                 |                 |                 |                 |                 |           |           |
| Local                | Resultado     | Visitante              | Estadio                          | Fecha           | Hora            | Espectadores    | Amonestado      | Expulsado       |           |           |
| Leviatán             | 0 - 4         | Montañeses             | Arreola                          | 11 de marzo     | 15:30           | 50              | 4               | 1               |           |           |
| Cañoneros            | 0 - 1         | Inter Playa            | Momoxco                          | 12 de marzo     | 12:00           | 50              | 6               | 1               |           |           |
| Sporting Canamy      | 2 - 0         | Inter Querétaro        | Centro Vacacional IMSS           | 12 de marzo     | 16:15           | 0               | 6               | 0               |           |           |
| Lobos ULMX           | 0 - 0         | Cafetaleros de Chiapas | Miguel Alemán Valdés             | 13 de marzo     | 12:00           | 200             | 4               | 1               |           |           |
| Yalmakan             | 1 - 1         | Zap                    | José López Portillo              | 13 de marzo     | 15:00           | 500             | 2               | 0               |           |           |
| La Piedad            | 3 - 1         | Escorpiones            | Juan N. López                    | 13 de marzo     | 16:00           | 300             | 2               | 0               |           |           |
| DESCANSO:            | DESCANSO:     | DESCANSO:              | DESCANSO:                        | Deportivo Dongu | Deportivo Dongu | Deportivo Dongu | Deportivo Dongu | Deportivo Dongu |           |           |

| Jornada 10             | Jornada 10 | Jornada 10           | Jornada 10                          | Jornada 10  | Jornada 10 | Jornada 10   | Jornada 10 | Jornada 10 | Jornada 10 | Jornada 10 |
| Grupo A                | Grupo A    | Grupo A              | Grupo A                             | Grupo A     | Grupo A    | Grupo A      | Grupo A    | Grupo A    | Grupo A    | Grupo A    |
| Local                  | Resultado  | Visitante            | Estadio                             | Fecha       | Hora       | Espectadores | Amonestado | Expulsado  |            |            |
| ---------------------- | ---------- | -------------------- | ----------------------------------- | ----------- | ---------- | ------------ | ---------- | ---------- | ---------- | ---------- |
| Cimarrones "B"         | 4 - 0      | Leones Negros "B"    | Héroe de Nacozari                   | 19 de marzo | 10:00      | 0            | 5          | 0          |            |            |
| Tritones Vallarta      | 1 - 1      | Tecos                | Ciudad Deportiva San José del Valle | 19 de marzo | 15:30      | 400          | 4          | 0          |            |            |
| UAZ                    | 1 - 1      | Mineros de Fresnillo | Carlos Vega Villalba                | 19 de marzo | 15:30      | 500          | 5          | 0          |            |            |
| UAT                    | 0 - 3      | Gavilanes            | Marte R. Gómez                      | 19 de marzo | 16:00      | 50           | 2          | 0          |            |            |
| Catedráticos Elite     | 0 - 2      | Mazorqueros          | Núcleo Deportivo y de Espectáculos  | 19 de marzo | 16:00      | 50           | 1          | 0          |            |            |
| Saltillo               | 2 - 1      | Colima F.C.          | Olímpico Francisco I. Madero        | 19 de marzo | 16:00      | 500          | 1          | 0          |            |            |
| Durango                | 0 - 0      | Coras F.C.           | Francisco Zarco                     | 21 de marzo | 17:00      | 1 000        | 2          | 1          |            |            |
| Grupo B                |            |                      |                                     |             |            |              |            |            |            |            |
| Local                  | Resultado  | Visitante            | Estadio                             | Fecha       | Hora       | Espectadores | Amonestado | Expulsado  |            |            |
| Zap                    | 3 - 1      | Lobos ULMX           | Miguel Hidalgo                      | 18 de marzo | 15:30      | 50           | 4          | 2          |            |            |
| Inter Playa            | 4 - 0      | Leviatán             | Mario Villanueva Madrid             | 18 de marzo | 16:00      | 250          | 4          | 0          |            |            |
| Inter Querétaro        | 0 - 2      | Yalmakan             | Unidad Deportiva La Cañada          | 19 de marzo | 15:00      | 0            | 7          | 1          |            |            |
| Escorpiones            | 5 - 3      | Deportivo Dongu      | Centenario                          | 19 de marzo | 15:00      | 200          | 4          | 0          |            |            |
| Cafetaleros de Chiapas | 2 - 0      | La Piedad            | Víctor Manuel Reyna                 | 19 de marzo | 18:00      | 2 500        | 5          | 0          |            |            |
| Montañeses             | 1 - 0      | Sporting Canamy      | Complejo Deportivo Orizaba Sur      | 20 de marzo | 12:00      | 1 000        | 1          | 0          |            |            |
| DESCANSO:              | DESCANSO:  | DESCANSO:            | DESCANSO:                           | Cañoneros   | Cañoneros  | Cañoneros    | Cañoneros  | Cañoneros  |            |            |

| Jornada 11           | Jornada 11 | Jornada 11             | Jornada 11                       | Jornada 11  | Jornada 11  | Jornada 11   | Jornada 11  | Jornada 11  | Jornada 11 | Jornada 11 |
| Grupo A              | Grupo A    | Grupo A                | Grupo A                          | Grupo A     | Grupo A     | Grupo A      | Grupo A     | Grupo A     | Grupo A    | Grupo A    |
| Local                | Resultado  | Visitante              | Estadio                          | Fecha       | Hora        | Espectadores | Amonestado  | Expulsado   |            |            |
| -------------------- | ---------- | ---------------------- | -------------------------------- | ----------- | ----------- | ------------ | ----------- | ----------- | ---------- | ---------- |
| Tecos                | 1 - 1      | Catedráticos Elite     | Tres de Marzo                    | 25 de marzo | 19:00       | 100          | 6           | 1           |            |            |
| Coras F.C.           | 2 - 1      | Cimarrones "B"         | Olímpico Santa Teresita          | 25 de marzo | 20:30       | 500          | 3           | 1           |            |            |
| Leones Negros "B"    | 2 - 1      | Saltillo               | Club Deportivo U. de G.          | 26 de marzo | 11:00       | 50           | 9           | 1           |            |            |
| UAZ                  | 4 - 1      | UAT                    | Carlos Vega Villalba             | 26 de marzo | 15:30       | 100          | 3           | 0           |            |            |
| Mazorqueros          | 0 - 0      | Gavilanes              | Municipal Santa Rosa             | 26 de marzo | 15:30       | 200          | 5           | 0           |            |            |
| Colima F.C.          | 0 - 2      | Tritones Vallarta      | Olímpico Universitario de Colima | 26 de marzo | 16:30       | 100          | 2           | 0           |            |            |
| Mineros de Fresnillo | 2 - 3      | Durango                | Minera Fresnillo                 | 26 de marzo | 17:00       | 100          | 4           | 0           |            |            |
| Grupo B              |            |                        |                                  |             |             |              |             |             |            |            |
| Local                | Resultado  | Visitante              | Estadio                          | Fecha       | Hora        | Espectadores | Amonestado  | Expulsado   |            |            |
| Cañoneros            | 0 - 1      | Escorpiones            | Momoxco                          | 26 de marzo | 12:00       | 60           | 5           | 0           |            |            |
| Deportivo Dongu      | 1 - 2      | Cafetaleros de Chiapas | Los Pinos                        | 26 de marzo | 15:00       | 100          | 4           | 1           |            |            |
| Yalmakan             | 1 - 0      | Montañeses             | José López Portillo              | 27 de marzo | 15:00       | 300          | 6           | 0           |            |            |
| Lobos ULMX           | 0 - 0      | Inter Querétaro        | Miguel Alemán Valdés             | 27 de marzo | 15:00       | 200          | 1           | 0           |            |            |
| La Piedad            | 1 - 2      | Zap                    | Juan N. López                    | 27 de marzo | 16:00       | 300          | 7           | 1           |            |            |
| Sporting Canamy      | 3 - 1      | Leviatán               | Centro Vacacional IMSS           | 28 de marzo | 16:15       | 150          | 3           | 0           |            |            |
| DESCANSO:            | DESCANSO:  | DESCANSO:              | DESCANSO:                        | Inter Playa | Inter Playa | Inter Playa  | Inter Playa | Inter Playa |            |            |

| Jornada 12             | Jornada 12    | Jornada 12           | Jornada 12                          | Jornada 12  | Jornada 12  | Jornada 12   | Jornada 12  | Jornada 12  | Jornada 12 | Jornada 12 |
| Grupo A                | Grupo A       | Grupo A              | Grupo A                             | Grupo A     | Grupo A     | Grupo A      | Grupo A     | Grupo A     | Grupo A    | Grupo A    |
| Local                  | Resultado     | Visitante            | Estadio                             | Fecha       | Hora        | Espectadores | Amonestado  | Expulsado   |            |            |
| ---------------------- | ------------- | -------------------- | ----------------------------------- | ----------- | ----------- | ------------ | ----------- | ----------- | ---------- | ---------- |
| Durango                | 1 - 1         | UAZ                  | Francisco Zarco                     | 1 de abril  | 20:00       | 500          | 5           | 0           |            |            |
| Cimarrones "B"         | (6) 2 - 2 (7) | Mineros de Fresnillo | Héroe de Nacozari                   | 2 de abril  | 10:00       | 0            | 2           | 0           |            |            |
| Tritones Vallarta      | 1 - 2         | Leones Negros "B"    | Ciudad Deportiva San José del Valle | 2 de abril  | 15:30       | 200          | 5           | 2           |            |            |
| Catedráticos Elite     | (7) 3 - 3 (8) | Colima F.C.          | Núcleo Deportivo y de Espectáculos  | 2 de abril  | 16:00       | 20           | 4           | 0           |            |            |
| Saltillo               | 2 - 1         | Coras F.C.           | Olímpico Francisco I. Madero        | 2 de abril  | 16:00       | 1 000        | 2           | 0           |            |            |
| Gavilanes              | 1 - 1         | Tecos                | El Hogar                            | 2 de abril  | 16:00       | 300          | 1           | 2           |            |            |
| Mazorqueros            | 5 - 1         | UAT                  | Municipal Santa Rosa                | 2 de abril  | 16:30       | 300          | 3           | 0           |            |            |
| Grupo B                |               |                      |                                     |             |             |              |             |             |            |            |
| Local                  | Resultado     | Visitante            | Estadio                             | Fecha       | Hora        | Espectadores | Amonestado  | Expulsado   |            |            |
| Leviatán               | 1 - 3         | Yalmakan             | Jesús Martínez "Palillo"            | 2 de abril  | 15:00       | 200          | 5           | 0           |            |            |
| Inter Querétaro        | 1 - 1         | La Piedad            | José María "Capi" Correa            | 2 de abril  | 15:00       | 50           | 2           | 1           |            |            |
| Sporting Canamy        | 1 - 2         | Inter Playa          | Centro Vacacional IMSS              | 2 de abril  | 16:15       | 100          | 1           | 0           |            |            |
| Cafetaleros de Chiapas | 8 - 0         | Cañoneros            | Víctor Manuel Reyna                 | 2 de abril  | 18:00       | 4 000        | 3           | 0           |            |            |
| Zap                    | 2 - 1         | Deportivo Dongu      | Miguel Hidalgo                      | 3 de abril  | 15:30       | 100          | 2           | 0           |            |            |
| Montañeses             | 1 - 0         | Lobos ULMX           | Complejo Deportivo Orizaba Sur      | 4 de abril  | 16:00       | 1 000        | 0           | 1           |            |            |
| DESCANSO:              | DESCANSO:     | DESCANSO:            | DESCANSO:                           | Escorpiones | Escorpiones | Escorpiones  | Escorpiones | Escorpiones |            |            |

| Jornada 13           | Jornada 13    | Jornada 13         | Jornada 13                       | Jornada 13             | Jornada 13             | Jornada 13             | Jornada 13             | Jornada 13             | Jornada 13 | Jornada 13 |
| Grupo A              | Grupo A       | Grupo A            | Grupo A                          | Grupo A                | Grupo A                | Grupo A                | Grupo A                | Grupo A                | Grupo A    | Grupo A    |
| Local                | Resultado     | Visitante          | Estadio                          | Fecha                  | Hora                   | Espectadores           | Amonestado             | Expulsado              |            |            |
| -------------------- | ------------- | ------------------ | -------------------------------- | ---------------------- | ---------------------- | ---------------------- | ---------------------- | ---------------------- | ---------- | ---------- |
| Tecos                | (4) 2 - 2 (2) | Mazorqueros        | Tres de Marzo                    | 8 de abril             | 19:00                  | 300                    | 5                      | 0                      |            |            |
| Coras F.C.           | 1 - 0         | Tritones Vallarta  | Olímpico Santa Teresita          | 8 de abril             | 20:30                  | 1 500                  | 3                      | 0                      |            |            |
| UAZ                  | 1 - 3         | Cimarrones "B"     | Universitario U.D. Norte         | 9 de abril             | 15:30                  | 100                    | 3                      | 1                      |            |            |
| UAT                  | 0 - 4         | Durango            | Marte R. Gómez                   | 9 de abril             | 16:00                  | 100                    | 2                      | 1                      |            |            |
| Colima F.C.          | 0 - 0         | Gavilanes          | Olímpico Universitario de Colima | 9 de abril             | 16:30                  | 200                    | 2                      | 0                      |            |            |
| Mineros de Fresnillo | 0 - 5         | Saltillo           | Minera Fresnillo                 | 9 de abril             | 17:00                  | 102                    | 6                      | 0                      |            |            |
| Leones Negros "B"    | 0 - 0         | Catedráticos Elite | Club Deportivo U. de G.          | 10 de abril            | 11:00                  | 100                    | 1                      | 0                      |            |            |
| Grupo B              |               |                    |                                  |                        |                        |                        |                        |                        |            |            |
| Local                | Resultado     | Visitante          | Estadio                          | Fecha                  | Hora                   | Espectadores           | Amonestado             | Expulsado              |            |            |
| Inter Playa          | 6 - 1         | Escorpiones        | Mario Villanueva Madrid          | 8 de abril             | 16:00                  | 300                    | 3                      | 0                      |            |            |
| Cañoneros            | 3 - 2         | Zap                | Momoxco                          | 9 de abril             | 12:00                  | 50                     | 8                      | 1                      |            |            |
| Deportivo Dongu      | 6 - 1         | Inter Querétaro    | Los Pinos                        | 9 de abril             | 15:00                  | 50                     | 1                      | 0                      |            |            |
| Yalmakan             | 2 - 0         | Sporting Canamy    | José López Portillo              | 10 de abril            | 15:00                  | 200                    | 4                      | 2                      |            |            |
| Lobos ULMX           | 1 - 0         | Leviatán           | Miguel Alemán Valdés             | 10 de abril            | 15:00                  | 100                    | 5                      | 0                      |            |            |
| La Piedad            | 0 - 3         | Montañeses         | Juan N. López                    | 10 de abril            | 16:00                  | 150                    | 3                      | 1                      |            |            |
| DESCANSO:            | DESCANSO:     | DESCANSO:          | DESCANSO:                        | Cafetaleros de Chiapas | Cafetaleros de Chiapas | Cafetaleros de Chiapas | Cafetaleros de Chiapas | Cafetaleros de Chiapas |            |            |

## Tabla General de Clasificación
| Pos. | Equipo                 | Pts. | PJ | G | E | P  | GF | GC | Dif. | Clasificación |
| ---- | ---------------------- | ---- | -- | - | - | -- | -- | -- | ---- | ------------- |
| 1    | Mazorqueros (C)        | 34   | 13 | 9 | 4 | 0  | 30 | 10 | +20  | Liguilla      |
| 2    | Inter Playa            | 31   | 12 | 9 | 2 | 1  | 31 | 9  | +22  | Liguilla      |
| 3    | Tritones Vallarta      | 31   | 13 | 8 | 2 | 3  | 23 | 12 | +11  | Liguilla      |
| 4    | Cafetaleros de Chiapas | 29   | 12 | 8 | 4 | 0  | 31 | 6  | +25  | Liguilla      |
| 5    | Durango                | 29   | 13 | 7 | 5 | 1  | 32 | 11 | +21  | Liguilla      |
| 6    | Yalmakan               | 27   | 12 | 7 | 3 | 2  | 15 | 4  | +11  | Liguilla      |
| 7    | Coras F.C.             | 26   | 13 | 7 | 4 | 2  | 20 | 12 | +8   | Liguilla      |
| 8    | Saltillo               | 26   | 13 | 8 | 1 | 4  | 24 | 18 | +6   |               |
| 9    | Escorpiones            | 23   | 12 | 7 | 0 | 5  | 22 | 21 | +1   | Liguilla      |
| 10   | Montañeses             | 22   | 12 | 6 | 2 | 4  | 19 | 12 | +7   |               |
| 11   | Zap                    | 21   | 12 | 6 | 1 | 5  | 22 | 17 | +5   |               |
| 12   | Cimarrones "B"         | 20   | 13 | 5 | 3 | 5  | 19 | 15 | +4   |               |
| 13   | Sporting Canamy        | 20   | 12 | 5 | 3 | 4  | 17 | 14 | +3   |               |
| 14   | La Piedad              | 19   | 12 | 5 | 3 | 4  | 21 | 12 | +9   |               |
| 15   | Gavilanes              | 19   | 13 | 3 | 8 | 2  | 14 | 9  | +5   |               |
| 16   | Lobos ULMX             | 18   | 12 | 5 | 3 | 4  | 11 | 12 | −1   |               |
| 17   | UAZ                    | 17   | 13 | 3 | 6 | 4  | 22 | 20 | +2   |               |
| 18   | Tecos                  | 17   | 13 | 3 | 6 | 4  | 13 | 19 | −6   |               |
| 19   | Cañoneros              | 14   | 12 | 4 | 1 | 7  | 10 | 25 | −15  |               |
| 20   | Leones Negros "B"      | 13   | 13 | 3 | 4 | 6  | 13 | 22 | −9   |               |
| 21   | Colima F.C.            | 11   | 13 | 2 | 4 | 7  | 11 | 21 | −10  |               |
| 22   | Mineros de Fresnillo   | 11   | 13 | 1 | 6 | 6  | 17 | 29 | −12  |               |
| 23   | UAT                    | 9    | 13 | 2 | 2 | 9  | 10 | 29 | −19  |               |
| 24   | Inter Querétaro        | 7    | 12 | 1 | 3 | 8  | 6  | 27 | −21  |               |
| 25   | Deportivo Dongu        | 6    | 12 | 2 | 0 | 10 | 15 | 29 | −14  |               |
| 26   | Catedráticos Elite     | 5    | 13 | 0 | 5 | 8  | 9  | 30 | −21  |               |
| 27   | Leviatán               | 1    | 12 | 0 | 1 | 11 | 6  | 38 | −32  |               |

Actualizado a los partidos jugados el 10 de abril de 2022.
 Fuente: Liga Premier FMF
Criterios de clasificación: Puntos · Diferencia de goles · Goles a favor · Cociente

## Tabla de Clasificación por Grupos

### Grupo 1
| Pos. | Equipo               | Pts. | PJ | G | E | P | GF | GC | Dif. | Clasificación |
| ---- | -------------------- | ---- | -- | - | - | - | -- | -- | ---- | ------------- |
| 1    | Mazorqueros (C)      | 34   | 13 | 9 | 4 | 0 | 30 | 10 | +20  | Liguilla      |
| 2    | Tritones Vallarta    | 31   | 13 | 8 | 2 | 3 | 23 | 12 | +11  | Liguilla      |
| 3    | Durango              | 29   | 13 | 7 | 5 | 1 | 32 | 11 | +21  | Liguilla      |
| 4    | Coras F.C.           | 26   | 13 | 7 | 4 | 2 | 20 | 12 | +8   | Liguilla      |
| 5    | Saltillo             | 26   | 13 | 8 | 1 | 4 | 24 | 18 | +6   |               |
| 6    | Cimarrones "B"       | 20   | 13 | 5 | 3 | 5 | 19 | 15 | +4   |               |
| 7    | Gavilanes            | 19   | 13 | 3 | 8 | 2 | 14 | 9  | +5   |               |
| 8    | UAZ                  | 17   | 13 | 3 | 6 | 4 | 22 | 20 | +2   |               |
| 9    | Tecos                | 17   | 13 | 3 | 6 | 4 | 13 | 19 | −6   |               |
| 10   | Leones Negros "B"    | 13   | 13 | 3 | 4 | 6 | 15 | 22 | −7   |               |
| 11   | Colima F.C.          | 11   | 13 | 2 | 4 | 7 | 11 | 21 | −10  |               |
| 12   | Mineros de Fresnillo | 11   | 13 | 1 | 6 | 6 | 17 | 29 | −12  |               |
| 13   | UAT                  | 9    | 13 | 2 | 2 | 9 | 10 | 29 | −19  |               |
| 14   | Catedráticos Elite   | 5    | 13 | 0 | 5 | 8 | 9  | 30 | −21  |               |

Actualizado a los partidos jugados el 10 de abril de 2022.
 Fuente: Liga Premier FMF
Criterios de clasificación: Puntos · Diferencia de goles · Goles a favor · Play-off

#### Evolución de la clasificación
Fecha de actualización: 10 de abril de 2022 
| Equipo / Jornada  | 01  | 02  | 03  | 04  | 05  | 06  | 07  | 08  | 09  | 10  | 11  | 12  | 13 |
| ----------------- | --- | --- | --- | --- | --- | --- | --- | --- | --- | --- | --- | --- | -- |
| Mazorqueros       | 2   | 1   | 1   | 1   | 1   | 1   | 1   | 1   | 1   | 1   | 2   | 1   | 1  |
| Tritones Vallarta | 10* | 9†  | 7†  | 4†  | 3†  | 3†  | 2†  | 2†  | 2*  | 2*  | 1   | 2   | 2  |
| Durango           | 3   | 3   | 5   | 3   | 4   | 4   | 4   | 4   | 3   | 3   | 3   | 3   | 3  |
| Coras             | 1   | 4*  | 2*  | 2*  | 2*  | 2*  | 3*  | 3*  | 4*  | 4*  | 4*  | 4   | 4  |
| Saltillo          | 8*  | 13* | 9*  | 9*  | 9*  | 7*  | 5*  | 5   | 5   | 5   | 5   | 5   | 5  |
| Cimarrones        | 4   | 2   | 3   | 7   | 5   | 5   | 7   | 7   | 6   | 6   | 7   | 8   | 6  |
| Gavilanes         | 5*  | 7†  | 6†  | 8†  | 7†  | 9†  | 9†  | 11† | 8†  | 7†  | 8†  | 7*  | 7  |
| UAZ               | 12* | 10† | 4†  | 6†  | 8†  | 6†  | 6†  | 6†  | 7†  | 8†  | 6*  | 6   | 8  |
| Tecos             | 9*  | 8†  | 11† | 11† | 11† | 12† | 12† | 8*  | 9*  | 9*  | 9   | 9   | 9  |
| Leones Negros     | 6*  | 11* | 12* | 12* | 13* | 13* | 13* | 13† | 13† | 13† | 13† | 11* | 10 |
| Colima            | 13  | 12* | 8*  | 5*  | 6*  | 8*  | 8*  | 10* | 12* | 12* | 12  | 12  | 11 |
| Fresnillo         | 7*  | 5*  | 10* | 10* | 12* | 10* | 10* | 9*  | 11  | 10  | 10  | 10  | 12 |
| UAT               | 11* | 14* | 14* | 13* | 10* | 11* | 11* | 12* | 10* | 11  | 11  | 13  | 13 |
| Catedráticos      | 14  | 6   | 13  | 14  | 14  | 14  | 14  | 14* | 14* | 14  | 14  | 14  | 14 |

- *: Indica la posición del equipo con un partido pendiente al finalizar la jornada.
- †: Indica la posición del equipo con dos partidos pendientes al finalizar la jornada.

### Grupo 2
| Pos. | Equipo                 | Pts. | PJ | G | E | P  | GF | GC | Dif. | Clasificación |
| ---- | ---------------------- | ---- | -- | - | - | -- | -- | -- | ---- | ------------- |
| 1    | Inter Playa            | 31   | 12 | 9 | 2 | 1  | 31 | 9  | +22  | Liguilla      |
| 2    | Cafetaleros de Chiapas | 29   | 12 | 8 | 4 | 0  | 31 | 6  | +25  | Liguilla      |
| 3    | Yalmakan               | 27   | 12 | 7 | 3 | 2  | 15 | 4  | +11  | Liguilla      |
| 4    | Escorpiones            | 23   | 12 | 7 | 0 | 5  | 22 | 21 | +1   | Liguilla      |
| 5    | Montañeses             | 22   | 12 | 6 | 2 | 4  | 19 | 12 | +7   |               |
| 6    | Zap                    | 21   | 12 | 6 | 1 | 5  | 22 | 17 | +5   |               |
| 7    | Sporting Canamy        | 20   | 12 | 5 | 3 | 4  | 17 | 14 | +3   |               |
| 8    | La Piedad              | 19   | 12 | 5 | 3 | 4  | 21 | 12 | +9   |               |
| 9    | Lobos ULMX             | 18   | 12 | 5 | 3 | 4  | 11 | 12 | −1   |               |
| 10   | Cañoneros              | 14   | 12 | 4 | 1 | 7  | 10 | 25 | −15  |               |
| 11   | Inter Querétaro        | 7    | 12 | 1 | 3 | 8  | 6  | 27 | −21  |               |
| 12   | Deportivo Dongu        | 6    | 12 | 2 | 0 | 10 | 15 | 29 | −14  |               |
| 13   | Leviatán               | 1    | 12 | 0 | 1 | 11 | 6  | 38 | −32  |               |

Actualizado a los partidos jugados el 10 de abril de 2022.
 Fuente: Liga Premier FMF
Criterios de clasificación: Puntos · Diferencia de goles · Goles a favor · Play-off

#### Evolución de la clasificación
Fecha de actualización: 10 de abril de 2022 
| Equipo / Jornada | 01  | 02  | 03  | 04  | 05  | 06  | 07  | 08  | 09  | 10  | 11  | 12  | 13 |
| ---------------- | --- | --- | --- | --- | --- | --- | --- | --- | --- | --- | --- | --- | -- |
| Inter Playa      | 5   | 6   | 2   | 3   | 5   | 4   | 2   | 2   | 1   | 1   | 2   | 2   | 1  |
| Cafetaleros      | 2   | 1   | 1   | 1   | 1   | 1   | 1   | 1   | 2   | 2   | 1   | 1   | 2  |
| Yalmakan         | 6   | 2   | 4   | 4   | 2   | 3   | 6   | 7   | 7   | 3   | 3   | 3   | 3  |
| Escorpiones      | 12  | 13* | 5*  | 5*  | 3*  | 5*  | 3*  | 3*  | 5*  | 5*  | 5*  | 4   | 4  |
| Montañeses       | 1   | 3*  | 6*  | 7*  | 8*  | 8*  | 9*  | 9*  | 8*  | 7*  | 8   | 7   | 5  |
| Zap              | 11  | 11* | 13* | 12* | 9*  | 9*  | 8*  | 8†  | 9†  | 9†  | 6*  | 5   | 6  |
| Sp. Canamy       | 3   | 4   | 3   | 2   | 4   | 2   | 4   | 4*  | 3*  | 4*  | 4   | 6   | 7  |
| La Piedad        | 9*  | 7*  | 8*  | 9*  | 7*  | 7*  | 5*  | 6*  | 4*  | 6*  | 7*  | 8*  | 8  |
| Lobos ULMX       | 4   | 8   | 9   | 6   | 6   | 6   | 7   | 5   | 6   | 8   | 9   | 9   | 9  |
| Cañoneros        | 7*  | 9†  | 10∴ | 11∴ | 12∴ | 11∴ | 10† | 10† | 10† | 10* | 10  | 10  | 10 |
| Inter Qro        | 8*  | 10* | 12* | 13* | 13* | 13* | 11* | 11* | 11* | 11* | 11  | 11  | 11 |
| Dongu            | 13  | 5   | 7   | 8   | 10  | 10  | 12  | 12  | 12  | 12  | 12  | 12  | 12 |
| Leviatán         | 10* | 12* | 11† | 10† | 11† | 12† | 13* | 13* | 13* | 13* | 13* | 13* | 13 |

- #: Indica la posición del equipo en su jornada de descanso.
- *: Indica la posición del equipo con un partido pendiente al finalizar la jornada.
- †: Indica la posición del equipo con dos partidos pendiente al finalizar la jornada.
- ∴: Indica la posición del equipo con tres partidos pendiente al finalizar la jornada.

## Liguilla
|  | Cuartos de final                                     | Cuartos de final                                     | Cuartos de final                                     | Cuartos de final                                     | Cuartos de final                                     |   |       | Semifinales                            | Semifinales                            | Semifinales                            | Semifinales                            | Semifinales                            |  |   | Final                              | Final                              | Final                              | Final                              | Final                              |  |
|  | 15, 16 y 17 de abril (ida) 22 y 23 de abril (vuelta) | 15, 16 y 17 de abril (ida) 22 y 23 de abril (vuelta) | 15, 16 y 17 de abril (ida) 22 y 23 de abril (vuelta) | 15, 16 y 17 de abril (ida) 22 y 23 de abril (vuelta) | 15, 16 y 17 de abril (ida) 22 y 23 de abril (vuelta) |   |       | 27 de abril (ida) 30 de abril (vuelta) | 27 de abril (ida) 30 de abril (vuelta) | 27 de abril (ida) 30 de abril (vuelta) | 27 de abril (ida) 30 de abril (vuelta) | 27 de abril (ida) 30 de abril (vuelta) |  |   | 5 de mayo (ida) 8 de mayo (vuelta) | 5 de mayo (ida) 8 de mayo (vuelta) | 5 de mayo (ida) 8 de mayo (vuelta) | 5 de mayo (ida) 8 de mayo (vuelta) | 5 de mayo (ida) 8 de mayo (vuelta) |  |
|  |                                                      |                                                      |                                                      |                                                      |                                                      |   |       |                                        |                                        |                                        |                                        |                                        |  |   |                                    |                                    |                                    |                                    |                                    |  |
|  |                                                      |                                                      |                                                      |                                                      |                                                      |   |       |                                        |                                        |                                        |                                        |                                        |  |   |                                    |                                    |                                    |                                    |                                    |  |
|  | 1                                                    | Mazorqueros                                          | 2                                                    | 7                                                    | 9                                                    |   |       |                                        |                                        |                                        |                                        |                                        |  |   |                                    |                                    |                                    |                                    |                                    |  |
|  | 1                                                    | Mazorqueros                                          | 2                                                    | 7                                                    | 9                                                    |   |       |                                        |                                        |                                        |                                        |                                        |  |   |                                    |                                    |                                    |                                    |                                    |  |
|  | 8                                                    | Escorpiones                                          | 1                                                    | 0                                                    | 1                                                    |   |       |                                        |                                        |                                        |                                        |                                        |  |   |                                    |                                    |                                    |                                    |                                    |  |
|  | 8                                                    | Escorpiones                                          | 1                                                    | 0                                                    | 1                                                    |   | 1     | Mazorqueros (p.)                       | 2                                      | 0                                      | 2 (5)                                  |                                        |  |   |                                    |                                    |                                    |                                    |                                    |  |
|  |                                                      |                                                      |                                                      |                                                      |                                                      |   | 1     | Mazorqueros (p.)                       | 2                                      | 0                                      | 2 (5)                                  |                                        |  |   |                                    |                                    |                                    |                                    |                                    |  |
|  |                                                      |                                                      | 4                                                    | Tritones Vallarta                                    | 1                                                    | 1 | 2 (4) |                                        |                                        |                                        |                                        |                                        |  |   |                                    |                                    |                                    |                                    |                                    |  |
|  | 4                                                    | Tritones Vallarta                                    | 4                                                    | Tritones Vallarta                                    | 1                                                    | 1 | 2 (4) | 1                                      | 1                                      | 2                                      |                                        |                                        |  |   |                                    |                                    |                                    |                                    |                                    |  |
|  | 4                                                    | Tritones Vallarta                                    |                                                      |                                                      |                                                      |   |       |                                        |                                        | 2                                      |                                        |                                        |  |   |                                    |                                    |                                    |                                    |                                    |  |
|  | 5                                                    | Yalmakan                                             | 0                                                    | 1                                                    | 1                                                    |   |       |                                        |                                        |                                        |                                        |                                        |  |   |                                    |                                    |                                    |                                    |                                    |  |
|  | 5                                                    | Yalmakan                                             | 0                                                    | 1                                                    | 1                                                    |   |       |                                        |                                        |                                        |                                        |                                        |  | 1 | Mazorqueros (p.)                   | 0                                  | 0                                  | 0 (4)                              |                                    |  |
|  |                                                      |                                                      |                                                      |                                                      |                                                      |   |       |                                        |                                        |                                        |                                        |                                        |  | 1 | Mazorqueros (p.)                   | 0                                  | 0                                  | 0 (4)                              |                                    |  |
|  |                                                      |                                                      | 3                                                    | Cafetaleros de Chiapas                               | 0                                                    | 0 | 0 (2) |                                        |                                        |                                        |                                        |                                        |  |   |                                    |                                    |                                    |                                    |                                    |  |
|  | 2                                                    | Inter Playa                                          | 3                                                    | Cafetaleros de Chiapas                               | 0                                                    | 0 | 0 (2) | 2                                      | 1                                      | 3                                      |                                        |                                        |  |   |                                    |                                    |                                    |                                    |                                    |  |
|  | 2                                                    | Inter Playa                                          |                                                      |                                                      |                                                      |   |       |                                        |                                        | 3                                      |                                        |                                        |  |   |                                    |                                    |                                    |                                    |                                    |  |
|  | 7                                                    | Coras F.C.                                           | 1                                                    | 1                                                    | 2                                                    |   |       |                                        |                                        |                                        |                                        |                                        |  |   |                                    |                                    |                                    |                                    |                                    |  |
|  | 7                                                    | Coras F.C.                                           | 1                                                    | 1                                                    | 2                                                    |   | 2     | Inter Playa                            | 0                                      | 0                                      | 0                                      |                                        |  |   |                                    |                                    |                                    |                                    |                                    |  |
|  |                                                      |                                                      |                                                      |                                                      |                                                      |   | 2     | Inter Playa                            | 0                                      | 0                                      | 0                                      |                                        |  |   |                                    |                                    |                                    |                                    |                                    |  |
|  |                                                      |                                                      | 3                                                    | Cafetaleros de Chiapas                               | 0                                                    | 1 | 1     |                                        |                                        |                                        |                                        |                                        |  |   |                                    |                                    |                                    |                                    |                                    |  |
|  | 3                                                    | Cafetaleros de Chiapas                               | 3                                                    | Cafetaleros de Chiapas                               | 0                                                    | 1 | 1     | 1                                      | 1                                      | 2                                      |                                        |                                        |  |   |                                    |                                    |                                    |                                    |                                    |  |
|  | 3                                                    | Cafetaleros de Chiapas                               |                                                      |                                                      |                                                      |   |       |                                        |                                        | 2                                      |                                        |                                        |  |   |                                    |                                    |                                    |                                    |                                    |  |
|  | 6                                                    | Durango                                              | 1                                                    | 0                                                    | 1                                                    |   |       |                                        |                                        |                                        |                                        |                                        |  |   |                                    |                                    |                                    |                                    |                                    |  |
|  | 6                                                    | Durango                                              | 1                                                    | 0                                                    | 1                                                    |   |       |                                        |                                        |                                        |                                        |                                        |  |   |                                    |                                    |                                    |                                    |                                    |  |
|  |                                                      |                                                      |                                                      |                                                      |                                                      |   |       |                                        |                                        |                                        |                                        |                                        |  |   |                                    |                                    |                                    |                                    |                                    |  |

### Cuartos de final
| 16 de abril de 2022, 16:00 (UTC -5) | Escorpiones    | 1:2 (1:0) | Mazorqueros                    | Estadio Centenario, Cuernavaca, Morelos                                     |                                                                             |
|                                     | J. Vázquez 11' | Reporte   | 79' R. Salas · 88' F. Monarrez | Asistencia: 200 espectadores Árbitro(s): Rosario Guadalupe Cárdenas Morales | Asistencia: 200 espectadores Árbitro(s): Rosario Guadalupe Cárdenas Morales |

| 23 de abril de 2022, 17:30 (UTC -5)          | Mazorqueros                                                                                    | 7:0 (3:0) (Global 9:1) | Escorpiones | Estadio Municipal Santa Rosa, Ciudad Guzmán, Jalisco                 |                                                                      |
|                                              | F. Monárrez 11', 25' · U. Jaimes 40', 62' · O. González 73' · D. Mosquera 76' · A. Mendoza 86' | Reporte                |             | Asistencia: 850 espectadores Árbitro(s): Juan Francisco Sánchez Leal | Asistencia: 850 espectadores Árbitro(s): Juan Francisco Sánchez Leal |
| Mazorqueros avanzó a Semifinales. Global 9-1 |                                                                                                |                        |             |                                                                      |                                                                      |

| 17 de abril de 2022, 16:00 (UTC -5) | Yalmakan | 0:1 (0:0) | Tritones Vallarta | Estadio José López Portillo, Chetumal, Quintana Roo                    |                                                                        |
|                                     |          | Reporte   | 54' J. Coronel    | Asistencia: 850 espectadores Árbitro(s): Diego Gilberto Gurrea Mendoza | Asistencia: 850 espectadores Árbitro(s): Diego Gilberto Gurrea Mendoza |

| 23 de abril de 2022, 16:30 (UTC -5)                | Tritones Vallarta  | 1:1 (0:1) (Global 2:1) | Yalmakan       | Ciudad Deportiva San José del Valle, San José del Valle, Nayarit        |                                                                         |
|                                                    | V. Escalante 90+5' | Reporte                | 15' C. Vázquez | Asistencia: 1 500 espectadores Árbitro(s): Miguel Ángel Morales Sánchez | Asistencia: 1 500 espectadores Árbitro(s): Miguel Ángel Morales Sánchez |
| Tritones Vallarta avanzó a Semifinales. Global 2-1 |                    |                        |                |                                                                         |                                                                         |

| 15 de abril de 2022, 20:30 (UTC -6) | Coras F.C.   | 1:2 (1:0) | Inter Playa                     | Estadio Olímpico Santa Teresita, Tepic, Nayarit                        |                                                                        |
|                                     | L. García 4' | Reporte   | 48' K. Calderón · 81' E. Bustos | Asistencia: 1 000 espectadores Árbitro(s): Jaime Orlando Montes Santos | Asistencia: 1 000 espectadores Árbitro(s): Jaime Orlando Montes Santos |

| 22 de abril de 2022, 16:00 (UTC -5)          | Inter Playa     | 1:1 (1:0) (Global 3:2) | Coras F.C.       | Estadio Mario Villanueva Madrid, Playa del Carmen, Quintana Roo              |                                                                              |
|                                              | A. González 31' | Reporte                | 61' K. Gutiérrez | Asistencia: 1 000 espectadores Árbitro(s): Enrique Augusto Ramírez Gutiérrez | Asistencia: 1 000 espectadores Árbitro(s): Enrique Augusto Ramírez Gutiérrez |
| Inter Playa avanzó a Semifinales. Global 3-2 |                 |                        |                  |                                                                              |                                                                              |

| 15 de abril de 2022, 20:00 (UTC -5) | Durango         | 1:1 (1:0) | Cafetaleros de Chiapas | Estadio Francisco Zarco, Durango, Durango                                |                                                                          |
|                                     | J. Rodríguez 6' | Reporte   | 85' D. Gama            | Asistencia: 4 000 espectadores Árbitro(s): Jesús Enrique Herrera Armenta | Asistencia: 4 000 espectadores Árbitro(s): Jesús Enrique Herrera Armenta |

| 23 de abril de 2022, 19:00 (UTC -5)                     | Cafetaleros de Chiapas | 1:0 (0:0) (Global 2:1) | Durango | Estadio Víctor Manuel Reyna, Tuxtla Gutiérrez, Chiapas                    |                                                                           |
|                                                         | V. Torres 90+1'        | Reporte                |         | Asistencia: 4 500 espectadores Árbitro(s): Mauricio Eleazar López Sánchez | Asistencia: 4 500 espectadores Árbitro(s): Mauricio Eleazar López Sánchez |
| Cafetaleros de Chiapas avanzó a Semifinales. Global 2-1 |                        |                        |         |                                                                           |                                                                           |

### Semifinales
| 27 de abril de 2022, 16:30 (UTC -5) | Tritones Vallarta | 1:2 (1:1) | Mazorqueros         | Ciudad Deportiva San José del Valle, San José del Valle, Nayarit            |                                                                             |
|                                     | J. Barajas 32'    | Reporte   | 29', 57' R. Mendoza | Asistencia: 1 000 espectadores Árbitro(s): Enrique Augusto Medina Gutiérrez | Asistencia: 1 000 espectadores Árbitro(s): Enrique Augusto Medina Gutiérrez |

| 30 de abril de 2022, 17:30 (UTC -5)                                          | Mazorqueros                                                             | 0:1 (0:1) (5:4 p.)(Global 2:2) | Tritones Vallarta                                                            | Estadio Municipal Santa Rosa, Ciudad Guzmán, Jalisco                      |                                                                           |
|                                                                              |                                                                         | Reporte                        | 9' R. Mendoza                                                                | Asistencia: 1 500 espectadores Árbitro(s): Mauricio Eleazar López Sánchez | Asistencia: 1 500 espectadores Árbitro(s): Mauricio Eleazar López Sánchez |
|                                                                              |                                                                         | Tiros desde el punto penal     |                                                                              |                                                                           |                                                                           |
|                                                                              | F. Monárrez · E. Reyes · U. Jaimes · A. Mendoza · R. Mendoza · R. Salas |                                | A. López · M. Beltrán · A. Hernández · J. Coronel · S. Rodríguez · E. Rivera |                                                                           |                                                                           |
| Mazorqueros avanzó a la Final tras ganar 5-4 en serie de penales. Global 2-2 |                                                                         |                                |                                                                              |                                                                           |                                                                           |

| 27 de abril de 2022, 20:00 (UTC -5) | Cafetaleros de Chiapas | 0:0     | Inter Playa | Estadio Víctor Manuel Reyna, Tuxtla Gutiérrez, Chiapas              |                                                                     |
|                                     |                        | Reporte |             | Asistencia: 6 000 espectadores Árbitro(s): Emmanuel Montano Mendoza | Asistencia: 6 000 espectadores Árbitro(s): Emmanuel Montano Mendoza |

| 30 de abril de 2022, 16:00 (UTC -5)                  | Inter Playa | 0:1 (0:0) (Global 0:1) | Cafetaleros de Chiapas | Estadio Mario Villanueva Madrid, Playa del Carmen, Quintana Roo        |                                                                        |
|                                                      |             | Reporte                | 58' J. Morales         | Asistencia: 3 000 espectadores Árbitro(s): Juan Francisco Sánchez Leal | Asistencia: 3 000 espectadores Árbitro(s): Juan Francisco Sánchez Leal |
| Cafetaleros de Chiapas avanzó a la Final. Global 0-1 |             |                        |                        |                                                                        |                                                                        |

### Final
| 5 de mayo de 2022, 20:00 (UTC -5) | Cafetaleros de Chiapas | 0:0     | Mazorqueros | Estadio Víctor Manuel Reyna, Tuxtla Gutiérrez, Chiapas                  |                                                                         |
|                                   |                        | Reporte |             | Asistencia: 20 000 espectadores Árbitro(s): Juan Francisco Sánchez Leal | Asistencia: 20 000 espectadores Árbitro(s): Juan Francisco Sánchez Leal |

| 8 de mayo de 2022, 16:30 (UTC -5)                                                           | Mazorqueros                                     | 0:0 (t. s.)(4:2 p.)(Global 0:0) | Cafetaleros de Chiapas                        | Estadio Municipal Santa Rosa, Ciudad Guzmán, Jalisco                      |                                                                           |
|                                                                                             |                                                 | Reporte                         |                                               | Asistencia: 3 500 espectadores Árbitro(s): Mauricio Eleazar López Sánchez | Asistencia: 3 500 espectadores Árbitro(s): Mauricio Eleazar López Sánchez |
|                                                                                             |                                                 | Tiros desde el punto penal      |                                               |                                                                           |                                                                           |
|                                                                                             | E. Reyes · D. Mosquera · U. Jaimes · A. Mendoza |                                 | G. Báez · J. Guillén · D. Valanta · M. Sibaja |                                                                           |                                                                           |
| Mazorqueros campeón del Torneo Clausura 2022 tras ganar 4-2 en serie de penales. Global 0-0 |                                                 |                                 |                                               |                                                                           |                                                                           |

#### Final - Ida
| 81    | POR   | Alejandro Peláez      |     |
| 82    | DEF   | Víctor Torres         |     |
| 83    | DEF   | Gabriel Báez          |     |
| 93    | DEF   | Pedro Hermida         |     |
| 107   | DEF   | Luis Alonso           | 58' |
| 85    | MED   | José Guillén          |     |
| 86    | MED   | Alfonso Rodríguez     |     |
| 87    | MED   | Alan Acosta           | 66' |
| 91    | DEL   | Diego Valanta         | 66' |
| 89    | DEL   | Jacob Morales         | 77' |
| 100   | DEL   | Diego Gama            |     |
| D. T. | D. T. | Miguel Ángel Casanova |     |

| 55    | POR   | Carlos Moreno     |     |
| 13    | DEF   | Edgar Reyes       |     |
| 16    | DEF   | Abdiel Agüero     |     |
| 30    | DEF   | Héctor Sandoval   |     |
| 6     | MED   | Abraham Martín    |     |
| 8     | MED   | Andrés Mendoza    |     |
| 11    | MED   | Fernando Monarrez | 87' |
| 26    | MED   | Omar González     | 69' |
| 33    | MED   | Arturo Peña       | 79' |
| 10    | DEL   | Renato Mendoza    |     |
| 19    | DEL   | Ulises Jaimes     | 79' |
| D. T. | D. T. | Jaime Durán       |     |

| 84  | Defensa        | Jaime González   | 58' |
| 108 | Centrocampista | Jeancarlo Vargas | 66' |
| 88  | Centrocampista | Roberto Meneses  | 66' |
| 90  | Delantero      | Abraham Vázquez  | 77' |

| 29 | Delantero      | Marco Ibarra    | 69' |
| 21 | Delantero      | Duvier Mosquera | 79' |
| 7  | Centrocampista | Ernesto Pinto   | 79' |
| 18 | Delantero      | Ramón Salas     | 87' |

| 55' · 62' · 77' | Víctor Torres Pedro Hermida Gabriel Báez |

| 55' · 58' | Ulises Jaimes Abdiel Agüero |

| Principal  | Juan Francisco Sánchez Leal       |
| Asistentes | Fernando Ashram López Cortez      |
|            | Mario Edson Barrera Sánchez       |
| Cuarto     | Enrique Augusto Ramírez Gutiérrez |

| Alineación inicial |

| 81    | POR   | Alejandro Peláez      |     |
| 82    | DEF   | Víctor Torres         |     |
| 83    | DEF   | Gabriel Báez          |     |
| 93    | DEF   | Pedro Hermida         |     |
| 107   | DEF   | Luis Alonso           | 58' |
| 85    | MED   | José Guillén          |     |
| 86    | MED   | Alfonso Rodríguez     |     |
| 87    | MED   | Alan Acosta           | 66' |
| 91    | DEL   | Diego Valanta         | 66' |
| 89    | DEL   | Jacob Morales         | 77' |
| 100   | DEL   | Diego Gama            |     |
| D. T. | D. T. | Miguel Ángel Casanova |     |

| 55    | POR   | Carlos Moreno     |     |
| 13    | DEF   | Edgar Reyes       |     |
| 16    | DEF   | Abdiel Agüero     |     |
| 30    | DEF   | Héctor Sandoval   |     |
| 6     | MED   | Abraham Martín    |     |
| 8     | MED   | Andrés Mendoza    |     |
| 11    | MED   | Fernando Monarrez | 87' |
| 26    | MED   | Omar González     | 69' |
| 33    | MED   | Arturo Peña       | 79' |
| 10    | DEL   | Renato Mendoza    |     |
| 19    | DEL   | Ulises Jaimes     | 79' |
| D. T. | D. T. | Jaime Durán       |     |

| 84  | Defensa        | Jaime González   | 58' |
| 108 | Centrocampista | Jeancarlo Vargas | 66' |
| 88  | Centrocampista | Roberto Meneses  | 66' |
| 90  | Delantero      | Abraham Vázquez  | 77' |

| 29 | Delantero      | Marco Ibarra    | 69' |
| 21 | Delantero      | Duvier Mosquera | 79' |
| 7  | Centrocampista | Ernesto Pinto   | 79' |
| 18 | Delantero      | Ramón Salas     | 87' |

| 55' · 62' · 77' | Víctor Torres Pedro Hermida Gabriel Báez |

| 55' · 58' | Ulises Jaimes Abdiel Agüero |

| Principal  | Juan Francisco Sánchez Leal       |
| Asistentes | Fernando Ashram López Cortez      |
|            | Mario Edson Barrera Sánchez       |
| Cuarto     | Enrique Augusto Ramírez Gutiérrez |

| Alineación inicial |

| 81    | POR   | Alejandro Peláez      |     |
| 82    | DEF   | Víctor Torres         |     |
| 83    | DEF   | Gabriel Báez          |     |
| 93    | DEF   | Pedro Hermida         |     |
| 107   | DEF   | Luis Alonso           | 58' |
| 85    | MED   | José Guillén          |     |
| 86    | MED   | Alfonso Rodríguez     |     |
| 87    | MED   | Alan Acosta           | 66' |
| 91    | DEL   | Diego Valanta         | 66' |
| 89    | DEL   | Jacob Morales         | 77' |
| 100   | DEL   | Diego Gama            |     |
| D. T. | D. T. | Miguel Ángel Casanova |     |

| 55    | POR   | Carlos Moreno     |     |
| 13    | DEF   | Edgar Reyes       |     |
| 16    | DEF   | Abdiel Agüero     |     |
| 30    | DEF   | Héctor Sandoval   |     |
| 6     | MED   | Abraham Martín    |     |
| 8     | MED   | Andrés Mendoza    |     |
| 11    | MED   | Fernando Monarrez | 87' |
| 26    | MED   | Omar González     | 69' |
| 33    | MED   | Arturo Peña       | 79' |
| 10    | DEL   | Renato Mendoza    |     |
| 19    | DEL   | Ulises Jaimes     | 79' |
| D. T. | D. T. | Jaime Durán       |     |

| 84  | Defensa        | Jaime González   | 58' |
| 108 | Centrocampista | Jeancarlo Vargas | 66' |
| 88  | Centrocampista | Roberto Meneses  | 66' |
| 90  | Delantero      | Abraham Vázquez  | 77' |

| 29 | Delantero      | Marco Ibarra    | 69' |
| 21 | Delantero      | Duvier Mosquera | 79' |
| 7  | Centrocampista | Ernesto Pinto   | 79' |
| 18 | Delantero      | Ramón Salas     | 87' |

| 55' · 62' · 77' | Víctor Torres Pedro Hermida Gabriel Báez |

| 55' · 58' | Ulises Jaimes Abdiel Agüero |

| Principal  | Juan Francisco Sánchez Leal       |
| Asistentes | Fernando Ashram López Cortez      |
|            | Mario Edson Barrera Sánchez       |
| Cuarto     | Enrique Augusto Ramírez Gutiérrez |

| Alineación inicial |

| 81    | POR   | Alejandro Peláez      |     |
| 82    | DEF   | Víctor Torres         |     |
| 83    | DEF   | Gabriel Báez          |     |
| 93    | DEF   | Pedro Hermida         |     |
| 107   | DEF   | Luis Alonso           | 58' |
| 85    | MED   | José Guillén          |     |
| 86    | MED   | Alfonso Rodríguez     |     |
| 87    | MED   | Alan Acosta           | 66' |
| 91    | DEL   | Diego Valanta         | 66' |
| 89    | DEL   | Jacob Morales         | 77' |
| 100   | DEL   | Diego Gama            |     |
| D. T. | D. T. | Miguel Ángel Casanova |     |

| 55    | POR   | Carlos Moreno     |     |
| 13    | DEF   | Edgar Reyes       |     |
| 16    | DEF   | Abdiel Agüero     |     |
| 30    | DEF   | Héctor Sandoval   |     |
| 6     | MED   | Abraham Martín    |     |
| 8     | MED   | Andrés Mendoza    |     |
| 11    | MED   | Fernando Monarrez | 87' |
| 26    | MED   | Omar González     | 69' |
| 33    | MED   | Arturo Peña       | 79' |
| 10    | DEL   | Renato Mendoza    |     |
| 19    | DEL   | Ulises Jaimes     | 79' |
| D. T. | D. T. | Jaime Durán       |     |

| 84  | Defensa        | Jaime González   | 58' |
| 108 | Centrocampista | Jeancarlo Vargas | 66' |
| 88  | Centrocampista | Roberto Meneses  | 66' |
| 90  | Delantero      | Abraham Vázquez  | 77' |

| 29 | Delantero      | Marco Ibarra    | 69' |
| 21 | Delantero      | Duvier Mosquera | 79' |
| 7  | Centrocampista | Ernesto Pinto   | 79' |
| 18 | Delantero      | Ramón Salas     | 87' |

| 55' · 62' · 77' | Víctor Torres Pedro Hermida Gabriel Báez |

| 55' · 58' | Ulises Jaimes Abdiel Agüero |

| Principal  | Juan Francisco Sánchez Leal       |
| Asistentes | Fernando Ashram López Cortez      |
|            | Mario Edson Barrera Sánchez       |
| Cuarto     | Enrique Augusto Ramírez Gutiérrez |

| Alineación inicial |

#### Final - Vuelta
| 55    | POR   | Carlos Moreno     |     |
| 13    | DEF   | Edgar Reyes       |     |
| 16    | DEF   | Abdiel Agüero     |     |
| 30    | DEF   | Héctor Sandoval   |     |
| 6     | MED   | Abraham Martín    | 60' |
| 8     | MED   | Andrés Mendoza    |     |
| 10    | MED   | Renato Mendoza    |     |
| 26    | MED   | Omar González     | 73' |
| 33    | MED   | Arturo Peña       | 99' |
| 11    | DEL   | Fernando Monarrez | 99' |
| 19    | DEL   | Ulises Jaimes     |     |
| D. T. | D. T. | Jaime Durán       |     |

| 81    | POR   | Alejandro Peláez      |      |
| 82    | DEF   | Víctor Torres         |      |
| 83    | DEF   | Gabriel Báez          |      |
| 93    | DEF   | Pedro Hermida         |      |
| 107   | DEF   | Luis Alonso           |      |
| 85    | MED   | José Guillén          |      |
| 86    | MED   | Alfonso Rodríguez     | 80'  |
| 87    | MED   | Alan Acosta           | 112' |
| 88    | MED   | Roberto Meneses       | 93'  |
| 89    | DEL   | Jacob Morales         | 80'  |
| 90    | DEL   | Abraham Vázquez       |      |
| D. T. | D. T. | Miguel Ángel Casanova |      |

| 18 | Delantero      | Ramón Salas     | 60' |
| 7  | Centrocampista | Ernesto Pinto   | 73' |
| 21 | Delantero      | Duvier Mosquera | 99' |
| 29 | Centrocampista | Marco Ibarra    | 99' |

| 108 | Centrocampista | Jeancarlo Vargas | 80'  |
| 91  | Delantero      | Diego Valanta    | 80'  |
| 95  | Centrocampista | Manuel Sibaja    | 93'  |
| 84  | Defensa        | Jaime González   | 112' |

| width=20% | . |  |

| width=20% | . |  |

| Acierto de penal · Acierto de penal · Acierto de penal · Acierto de penal | Edgar Reyes Duvier Mosquera Ulises Jaimes Andrés Mendoza | 1:1 2:1 3:1 4:2 |

| Acierto de penal · Fallo de penal · Fallo de penal · Acierto de penal | Gabriel Báez José Guillén Diego Valanta Manuel Sibaja | 0:1 1:1 2:1 3:2 |

| 19' · 85' · 94' · 114' | Fernando Monarrez Renato Mendoza Arturo Peña Ulises Jaimes |

| 11' · 83' · 110' | Luis Alonso Gabriel Báez Manuel Sibaja |

| Principal  | Mauricio Eleazar López Sánchez |
| Asistentes | Luis Javier Zamora López       |
|            | Alejandro Rodríguez Lares      |
| Cuarto     | Jaime Orlando Montes Santos    |

| Alineación inicial |

| 55    | POR   | Carlos Moreno     |     |
| 13    | DEF   | Edgar Reyes       |     |
| 16    | DEF   | Abdiel Agüero     |     |
| 30    | DEF   | Héctor Sandoval   |     |
| 6     | MED   | Abraham Martín    | 60' |
| 8     | MED   | Andrés Mendoza    |     |
| 10    | MED   | Renato Mendoza    |     |
| 26    | MED   | Omar González     | 73' |
| 33    | MED   | Arturo Peña       | 99' |
| 11    | DEL   | Fernando Monarrez | 99' |
| 19    | DEL   | Ulises Jaimes     |     |
| D. T. | D. T. | Jaime Durán       |     |

| 81    | POR   | Alejandro Peláez      |      |
| 82    | DEF   | Víctor Torres         |      |
| 83    | DEF   | Gabriel Báez          |      |
| 93    | DEF   | Pedro Hermida         |      |
| 107   | DEF   | Luis Alonso           |      |
| 85    | MED   | José Guillén          |      |
| 86    | MED   | Alfonso Rodríguez     | 80'  |
| 87    | MED   | Alan Acosta           | 112' |
| 88    | MED   | Roberto Meneses       | 93'  |
| 89    | DEL   | Jacob Morales         | 80'  |
| 90    | DEL   | Abraham Vázquez       |      |
| D. T. | D. T. | Miguel Ángel Casanova |      |

| 18 | Delantero      | Ramón Salas     | 60' |
| 7  | Centrocampista | Ernesto Pinto   | 73' |
| 21 | Delantero      | Duvier Mosquera | 99' |
| 29 | Centrocampista | Marco Ibarra    | 99' |

| 108 | Centrocampista | Jeancarlo Vargas | 80'  |
| 91  | Delantero      | Diego Valanta    | 80'  |
| 95  | Centrocampista | Manuel Sibaja    | 93'  |
| 84  | Defensa        | Jaime González   | 112' |

| width=20% | . |  |

| width=20% | . |  |

| Acierto de penal · Acierto de penal · Acierto de penal · Acierto de penal | Edgar Reyes Duvier Mosquera Ulises Jaimes Andrés Mendoza | 1:1 2:1 3:1 4:2 |

| Acierto de penal · Fallo de penal · Fallo de penal · Acierto de penal | Gabriel Báez José Guillén Diego Valanta Manuel Sibaja | 0:1 1:1 2:1 3:2 |

| 19' · 85' · 94' · 114' | Fernando Monarrez Renato Mendoza Arturo Peña Ulises Jaimes |

| 11' · 83' · 110' | Luis Alonso Gabriel Báez Manuel Sibaja |

| Principal  | Mauricio Eleazar López Sánchez |
| Asistentes | Luis Javier Zamora López       |
|            | Alejandro Rodríguez Lares      |
| Cuarto     | Jaime Orlando Montes Santos    |

| Alineación inicial |

| 55    | POR   | Carlos Moreno     |     |
| 13    | DEF   | Edgar Reyes       |     |
| 16    | DEF   | Abdiel Agüero     |     |
| 30    | DEF   | Héctor Sandoval   |     |
| 6     | MED   | Abraham Martín    | 60' |
| 8     | MED   | Andrés Mendoza    |     |
| 10    | MED   | Renato Mendoza    |     |
| 26    | MED   | Omar González     | 73' |
| 33    | MED   | Arturo Peña       | 99' |
| 11    | DEL   | Fernando Monarrez | 99' |
| 19    | DEL   | Ulises Jaimes     |     |
| D. T. | D. T. | Jaime Durán       |     |

| 81    | POR   | Alejandro Peláez      |      |
| 82    | DEF   | Víctor Torres         |      |
| 83    | DEF   | Gabriel Báez          |      |
| 93    | DEF   | Pedro Hermida         |      |
| 107   | DEF   | Luis Alonso           |      |
| 85    | MED   | José Guillén          |      |
| 86    | MED   | Alfonso Rodríguez     | 80'  |
| 87    | MED   | Alan Acosta           | 112' |
| 88    | MED   | Roberto Meneses       | 93'  |
| 89    | DEL   | Jacob Morales         | 80'  |
| 90    | DEL   | Abraham Vázquez       |      |
| D. T. | D. T. | Miguel Ángel Casanova |      |

| 18 | Delantero      | Ramón Salas     | 60' |
| 7  | Centrocampista | Ernesto Pinto   | 73' |
| 21 | Delantero      | Duvier Mosquera | 99' |
| 29 | Centrocampista | Marco Ibarra    | 99' |

| 108 | Centrocampista | Jeancarlo Vargas | 80'  |
| 91  | Delantero      | Diego Valanta    | 80'  |
| 95  | Centrocampista | Manuel Sibaja    | 93'  |
| 84  | Defensa        | Jaime González   | 112' |

| width=20% | . |  |

| width=20% | . |  |

| Acierto de penal · Acierto de penal · Acierto de penal · Acierto de penal | Edgar Reyes Duvier Mosquera Ulises Jaimes Andrés Mendoza | 1:1 2:1 3:1 4:2 |

| Acierto de penal · Fallo de penal · Fallo de penal · Acierto de penal | Gabriel Báez José Guillén Diego Valanta Manuel Sibaja | 0:1 1:1 2:1 3:2 |

| 19' · 85' · 94' · 114' | Fernando Monarrez Renato Mendoza Arturo Peña Ulises Jaimes |

| 11' · 83' · 110' | Luis Alonso Gabriel Báez Manuel Sibaja |

| Principal  | Mauricio Eleazar López Sánchez |
| Asistentes | Luis Javier Zamora López       |
|            | Alejandro Rodríguez Lares      |
| Cuarto     | Jaime Orlando Montes Santos    |

| Alineación inicial |

| 55    | POR   | Carlos Moreno     |     |
| 13    | DEF   | Edgar Reyes       |     |
| 16    | DEF   | Abdiel Agüero     |     |
| 30    | DEF   | Héctor Sandoval   |     |
| 6     | MED   | Abraham Martín    | 60' |
| 8     | MED   | Andrés Mendoza    |     |
| 10    | MED   | Renato Mendoza    |     |
| 26    | MED   | Omar González     | 73' |
| 33    | MED   | Arturo Peña       | 99' |
| 11    | DEL   | Fernando Monarrez | 99' |
| 19    | DEL   | Ulises Jaimes     |     |
| D. T. | D. T. | Jaime Durán       |     |

| 81    | POR   | Alejandro Peláez      |      |
| 82    | DEF   | Víctor Torres         |      |
| 83    | DEF   | Gabriel Báez          |      |
| 93    | DEF   | Pedro Hermida         |      |
| 107   | DEF   | Luis Alonso           |      |
| 85    | MED   | José Guillén          |      |
| 86    | MED   | Alfonso Rodríguez     | 80'  |
| 87    | MED   | Alan Acosta           | 112' |
| 88    | MED   | Roberto Meneses       | 93'  |
| 89    | DEL   | Jacob Morales         | 80'  |
| 90    | DEL   | Abraham Vázquez       |      |
| D. T. | D. T. | Miguel Ángel Casanova |      |

| 18 | Delantero      | Ramón Salas     | 60' |
| 7  | Centrocampista | Ernesto Pinto   | 73' |
| 21 | Delantero      | Duvier Mosquera | 99' |
| 29 | Centrocampista | Marco Ibarra    | 99' |

| 108 | Centrocampista | Jeancarlo Vargas | 80'  |
| 91  | Delantero      | Diego Valanta    | 80'  |
| 95  | Centrocampista | Manuel Sibaja    | 93'  |
| 84  | Defensa        | Jaime González   | 112' |

| width=20% | . |  |

| width=20% | . |  |

| Acierto de penal · Acierto de penal · Acierto de penal · Acierto de penal | Edgar Reyes Duvier Mosquera Ulises Jaimes Andrés Mendoza | 1:1 2:1 3:1 4:2 |

| Acierto de penal · Fallo de penal · Fallo de penal · Acierto de penal | Gabriel Báez José Guillén Diego Valanta Manuel Sibaja | 0:1 1:1 2:1 3:2 |

| 19' · 85' · 94' · 114' | Fernando Monarrez Renato Mendoza Arturo Peña Ulises Jaimes |

| 11' · 83' · 110' | Luis Alonso Gabriel Báez Manuel Sibaja |

| Principal  | Mauricio Eleazar López Sánchez |
| Asistentes | Luis Javier Zamora López       |
|            | Alejandro Rodríguez Lares      |
| Cuarto     | Jaime Orlando Montes Santos    |

| Alineación inicial |

| Campeón Clausura 2022 |
| --------------------- |
|                       |
| Mazorqueros           |
| 1° Título             |

## Tabla de Cocientes
- La tabla de cocientes se utiliza para determinar el orden de los clasificados a la fase de liguilla por el título y el ascenso.[24] Además, suele utilizarse para definir los descensos de categoría cuando estos se encuentran estipulados para la temporada.[25]

- Datos según la página oficial[26]

 Fecha de actualización: 10 de abril de 2022
| Posición | Equipo                 | Puntos | Juegos | Cociente | Diferencia |
| -------- | ---------------------- | ------ | ------ | -------- | ---------- |
| 1        | Mazorqueros            | 72     | 26     | 2.769    | 42         |
| 2        | Cafetaleros de Chiapas | 64     | 24     | 2.667    | 48         |
| 3        | Inter Playa            | 61     | 24     | 2.542    | 51         |
| 4        | Durango                | 60     | 26     | 2.308    | 35         |
| 5        | Yalmakan               | 53     | 24     | 2.208    | 21         |
| 6        | Saltillo               | 57     | 26     | 2.192    | 19         |
| 7        | La Piedad              | 48     | 24     | 2.000    | 22         |
| 8        | Coras F.C.             | 50     | 26     | 1.923    | 13         |
| 9        | Tritones Vallarta      | 49     | 26     | 1.885    | 6          |
| 10       | Zap                    | 43     | 24     | 1.792    | 9          |
| 11       | Gavilanes              | 43     | 26     | 1.653    | 10         |
| 12       | Tecos                  | 39     | 26     | 1.500    | -2         |
| 13       | Montañeses             | 35     | 24     | 1.458    | 7          |
| 14       | Sporting Canamy        | 34     | 24     | 1.417    | -8         |
| 15       | Escorpiones            | 34     | 24     | 1.417    | -9         |
| 16       | Cimarrones "B"         | 34     | 26     | 1.308    | 4          |
| 17       | Lobos ULMX             | 31     | 24     | 1.291    | -5         |
| 18       | UAZ                    | 29     | 26     | 1.115    | -5         |
| 19       | Cañoneros              | 26     | 24     | 1.083    | -23        |
| 20       | Colima F.C.            | 28     | 26     | 1.077    | -10        |
| 21       | Leones Negros "B"      | 28     | 26     | 1.077    | -12        |
| 22       | Inter Querétaro        | 24     | 24     | 1.000    | -18        |
| 23       | UAT                    | 21     | 26     | 0.808    | -24        |
| 24       | Deportivo Dongu        | 19     | 24     | 0.792    | -23        |
| 25       | Catedráticos Elite     | 16     | 26     | 0.615    | -35        |
| 26       | Mineros de Fresnillo   | 15     | 26     | 0.577    | -50        |
| 27       | Leviatán               | 8      | 24     | 0.333    | -69        |

## Máximos Goleadores
- Datos según la página oficial de la competición.

 Fecha de actualización: 10 de abril de 2022
| Pos. | Jugador            | Equipo                 | Goles | Minutos | Frec.       |
| ---- | ------------------ | ---------------------- | ----- | ------- | ----------- |
| 1º   | Diego Gama         | Cafetaleros de Chiapas | 15    | 1036    | 69.07 min.  |
| 2º   | Brandon Rosas      | Durango                | 14    | 1084    | 77.43 min.  |
| =    | Klinsman Calderón  | Inter Playa            | 14    | 1043    | 74.5 min.   |
| 4º   | Abraham Vázquez    | Cafetaleros de Chiapas | 7     | 521     | 74.43 min.  |
| =    | Ronaldo Herrera    | Sporting Canamy        | 7     | 644     | 92 min.     |
| =    | Julián Barajas     | Tritones Vallarta      | 7     | 1010    | 144.29 min. |
| =    | Christopher Cortés | UAZ                    | 7     | 728     | 104 min.    |
| =    | Isaac Diarte       | Zap                    | 7     | 721     | 103 min.    |
| =    | Kevin Chaurand     | Saltillo               | 7     | 983     | 140.43 min. |
| 10º  | Juan Celada        | Coras F.C.             | 6     | 1159    | 193.17 min. |
| =    | José Coronel       | Tritones Vallarta      | 6     | 976     | 162.67 min. |
| =    | João Maleck        | Coras F.C.             | 6     | 852     | 142 min.    |
| =    | Carlo Vázquez      | Yalmakan               | 6     | 1073    | 178.83 min. |
| =    | Ulises Jaimes      | Mazorqueros            | 6     | 699     | 116.5 min.  |
| =    | Brayan Grijalva    | Zap                    | 6     | 705     | 117.5 min.  |
| =    | Humberto Guzmán    | La Piedad              | 6     | 810     | 135 min.    |
| =    | Alejandro Villa    | Montañeses             | 6     | 710     | 118.33 min. |
| =    | José Ocampo        | Deportivo Dongu        | 6     | 990     | 165 min.    |

## Asistencia
El listado excluye los partidos que fueron disputados a puerta cerrada.
 Fecha de actualización: 10 de abril de 2022
| 1       | 3,370  | 337 | Cafetaleros vs Escorpiones (2,000)     | Catedráticos Elite vs Coras Sporting Canamy vs Lobos ULMX (50)                                         |
| 2       | 2,370  | 198 | Durango vs Saltillo (600)              | Cañoneros vs Montañeses (20)                                                                           |
| 3       | 2,580  | 215 | Tecos vs Leones Negros "B" (500)       | Catedráticos Elite vs UAZ (30)                                                                         |
| 4       | 2,790  | 254 | Cafetaleros vs Inter Querétaro (1,000) | Cimarrones "B" vs Tritones Vallarta Leones Negros "B" vs Colima F.C. (50)                              |
| 5       | 2,930  | 244 | Montañeses vs Cafetaleros (800)        | Leones Negros "B" vs UAT Colima F.C. vs Coras (50)                                                     |
| 6       | 4,350  | 335 | Durango vs Mazorqueros (1,500)         | UAZ vs Tecos UAT vs Tritones Vallarta Mineros de Fresnillo vs Colima (50)                              |
| 7       | 3,600  | 277 | Coras vs UAT (1,200)                   | Leones Negros "B" vs Mineros de Fresnillo Catedráticos Elite vs Tritones Vallarta Leviatán vs Zap (50) |
| 8       | 4,500  | 409 | Cafetaleros vs Yalmakán (2,000)        | Inter Querétaro vs Leviatán Zap vs Sporting Canamy UAZ vs Leones Negros "B" (50)                       |
| 9       | 2,800  | 255 | Coras vs UAZ (550)                     | Leones Negros "B" vs Durango Leviatán vs Montañeses Cañoneros vs Inter Playa (50)                      |
| 10      | 6,500  | 591 | Cafetaleros vs La Piedad (2,500)       | UAT vs Gavilanes Catedráticos Elite vs Mazorqueros Zap vs Lobos ULMX (50)                              |
| 11      | 2,260  | 174 | Coras vs Cimarrones "B" (500)          | Leones Negros "B" vs Saltillo (50)                                                                     |
| 12      | 7,770  | 648 | Cafetaleros vs Cañoneros (4,000)       | Catedráticos Elite vs Colima (20)                                                                      |
| 13      | 3,252  | 250 | Coras vs Tritones Vallarta (1,500)     | Cañoneros vs Zap Dongu vs Inter Querétaro (50)                                                         |
| Totales | 48,572 | 328 | Cafetaleros vs Cañoneros (4,000)       | Cañoneros vs Montañeses Catedráticos Elite vs Colima (20)                                              |